# 2019-es Formula–1 világbajnokság
A 2019-es Formula–1 világbajnokság volt sorrendben a 70. Formula–1-es szezon. Összesen 21 futamot rendeztek, a szezon március 17-én az ausztrál nagydíjjal vette kezdetét a melbourne-i Albert Parkban, és december 1-jén ért véget az abu-dzabi nagydíjjal a Yas Marina öbölben. A versenyeken tíz csapat összesen húsz versenyzője vett részt. A bajnokságot a Nemzetközi Automobil Szövetség szervezte és bonyolította le, ez a nyitott karosszériás versenyautók legmagasabban rangsorolt kategóriájú bajnoksága. A szezon során sor került a sportág történetének 1000. nagydíjára, ezt Kínában rendezték április 14-én.
A versenyzőknél a brit Lewis Hamilton, a konstruktőröknél a Mercedes volt a címvédő. Mind a brit versenyző, mind pedig a német gyártó megvédte összetettbeli elsőségét. A Mercedes a japán nagydíjon szerezte meg sorozatban hatodik konstruktőri elsőségét. A német gyártó egymást követő hat első hellyel zárt szezonjához hasonló időszakot korábban csak a Ferrari tudott felmutatni a Formula–1-ben, még a 2000-es évek elején. Hamilton három futammal a szezon vége előtt, az amerikai nagydíjon tett szert behozhatatlan előnyre a pontversenyben. A brit versenyző ezzel a sportág történetének második legsikeresebb versenyzőjévé vált, egy címmel lemaradva a hétszeres világbajnok Michael Schumacher mögött. A brit versenyző a szezon során mind a huszonegy nagydíjon célba ért, és mindegyiken pontot is szerzett, erre előtte szintén csak Schumacher volt képes a sportág hetvenéves történetében. Hamilton ezen felül összesen 413 pontot szerzett az egyéni pontversenyben, ami szintén új rekord.
A szezon egyik pozitív szenzációja a lengyel Robert Kubica visszatérése volt, aki kilenc idényt és 2011-ben elszenvedett súlyos ralibalesetét követően (aminek következtében jobb karja súlyosan roncsolódott) tért vissza a mezőnybe. Ilyenre korábban nem volt példa a sportágban, mindamellett, hogy 1990-ben egy helikopter balesetben az olasz Alessandro Nannininek úgy kellett visszavarrni leszakadt alkarját, ő ezt követően a Formula–1-ben már nem állt rajthoz. Bár a lengyel versenyző az időmérőkön és versenytempóban is alulmaradt csapattársával, az újonc George Russellel szemben, akaratereje és sportemberi magatartása a mezőny elismerését is kiváltotta.
A szezon végén a mezőnyből kiszoruló Nico Hülkenberg 177 nagydíjat követően intett búcsút először a Formula–1-nek. A német versenyző azidáig egyetlen dobogós helyezést sem ért el a kategóriában, ezzel pedig csúcstartó lett ezt a statisztikai mutatót figyelembe véve.
Ebben a szezonban szerezte pályafutása első győzelmét Charles Leclerc (aki emellett első ferraris idényében hét pole-pozíciót szerzett, hasonlóra korábban csak Michael Schumacher és Niki Lauda volt képes) és első dobogós helyezését Pierre Gasly, valamint Carlos Sainz. A Toro Rosso a 2008-as olasz nagydíjat követően, a McLaren pedig a 2014-es ausztrál nagydíjat követően ért el újból dobogós helyezést.

## Az új Formula–1

### Változtatások 2019-től
2019-ben a hátsó szárnyak 5 centiméterrel magasabbra kerültek, valamint a légterelő elemeket leszerelték az első szárnyakról a több előzés érdekében, és a visszapillantó tükröket is áthelyezték annak érdekében, hogy a versenyzők jobban lássanak hátrafelé. Emellett a fedélzeti kamerák helye is megváltozott. A hátsó szárnyak szélére egy-egy vörös LED-sort helyeztek, melyeket esőben kötelező működtetni, hasonlóan az eddigi hátsó lámpákhoz. Minimálisan változott az ún. glória kialakítása is, hogy egy esetleges balesetnél a versenyzőt könnyebben ki lehessen emelni az autóból. A versenyzői bukósisakok is változtak, sokkal szűkösebb lett a nyílás ahol a pilóták kilátnak, és megerősítették a sisakok elejét is.
Ettől az évtől a biztonsági autó kihajtását követően már nem az első SC-s vonaltól, hanem újra csak a célvonaltól lehetett előzni. A pályára hajtás előtt minden csapatnak nyilatkozatot kellett tennie az autóik biztonságosságával kapcsolatban. A futamok végét innentől a hagyományos kockás zászló mellett egy digitális zászló is jelezte. A szerelők kötelező éjszakai pihenőideje nyolcról kilenc órára nőtt.
A rajtbüntetések alkalmazása is változott: a büntetést kapó versenyzők rajtsorrendjét ettől az évtől az időmérő edzésen elért eredményeik alapján határozták meg, amellyel biztosítani tudták, hogy a mezőny végére kerülő pilóták is részt vegyenek a kvalifikáción. A csapatok korlátlan mennyiségű munkát végezhettek CFD-szimulációkkal, hogy megfelelően felkészüljenek a 2021-es szabályváltozásokra.
A csapatoknak innentől a teszteken is ugyanazt az üzemanyag-kezelési procedúrát kellett végezniük, mint a versenyhétvégéken. A biztonsági autós időszakokra vonatkozó szabályok is változtak: ezentúl a sárga zászlós periódus mindaddig érvényben van, amíg a versenyautók el nem érik az úgynevezett "kontrollvonalat", miután a biztonsági autó visszatért a bokszutcába. A minimumsúly 740-ről 743 kg-ra nőtt.
A Motorsport Világtanács döntése alapján ettől a szezontól kezdve a versenyben futott leggyorsabb körért is kapott egy pontot az adott versenyző, ha a leggyorsabb pilóta a futamon elért eredményével is pontot szerzett (azaz az első 10 hely valamelyikén ért célba).

### Változások a csapatoknál
A Red Bull Racing lezárta tizenkét éves partneri kapcsolatát a Renault-val és Honda erőforrásokra váltott. A Red Bull Racing így csatlakozott a Scuderia Toro Rosso csapatához, akik 2018-ban váltottak a japán gyártó motorjaira. A szerződések értelmében sem a Red Bull, sem pedig a faenzai istálló nem lett a Honda gyári csapata, az egyezség csak az erőforrások gyártására és beszállítására szólt.
A Racing Point Force India ettől a szezontól Racing Point F1 Team néven indult a világbajnokság futamain, ezzel lezárva az előző szezonban megkezdett folyamatot, aminek következtében a csődbe ment jogelőd, a Sahara Force India helyét vették át a rajtrácson.
A Sauber Motorsport 2019-től Alfa Romeo Racing néven versenyez, még szorosabbá téve a 2018-ban megkezdett szponzorációs együttműködést.

### Változások a rajtrácson
A 2019-es világbajnokságot megelőzően számos versenyző csapatot váltott. Daniel Ricciardo öt szezont követően elhagyta a Red Bull Racing csapatát, és a Renault versenyzője lett, ahol Carlos Sainz Jr. helyét vette át. Ricciardo ülését a Red Bullnál a Scuderia Toro Rossótól érkező francia Pierre Gasly kapta meg, aki első versenyét 2017-ben, első teljes szezonját pedig 2018-ban teljesítette. Danyiil Kvjat egy év kihagyást követően újabb lehetőséget kapott a Toro Rossótól, csapattársa pedig az újonc Alexander Albon lett, míg Brendon Hartley távozott a mezőnyből. Albon a sportág második thai versenyzője lett Prince Bira után, aki az 1954-es spanyol nagydíjon állt utoljára rajtrácsra.
Carlos Sainz egy év elteltével csapatot váltott, és a visszavonuló Fernando Alonso helyére szerződött a McLaren istállóhoz. Sainz csapattársa a 2017-es Formula–3 Európa-bajnok, újonc Lando Norris lett. Stoffel Vandoorne nem kapott újabb szerződést a McLarentől, ő a Formula–E-ben folytatta pályafutását a HWA Team színeiben.
Charles Leclerc 2018-as újoncévében meggyőző teljesítményt nyújtott a Sauberrel, így a távozó Kimi Räikkönen helyett ő lett Sebastian Vettel csapattársa a Scuderia Ferrarinál. Räikkönen éppen Leclerc helyén, az immár Alfa Romeo néven induló Saubernél folytatta pályafutását, ott ahol első versenyét teljesítette 2001-ben. Csapattársa az olasz Antonio Giovinazzi lett, aki 2017-ben két futamon már indult, amikor a sérült Pascal Wehrleint kellett helyettesítenie. Marcus Ericsson pályafutását az IndyCar Seriesben folytatta a Schmidt Peterson Motorsports színeiben, igaz maradt a csapat kötelékében mint harmadik számú pilóta és a csapat nagykövete.
A 2019-es mezőny harmadik újonca a brit George Russell volt, aki a Formula–2 2018-as szezonjának bajnokaként kapott lehetőséget a Williamstől. Az istálló másik pilótája Robert Kubica lett, aki Szergej Szirotkin távozását követően kapott lehetőséget a csapattól. Kubica nyolc év elteltével tért vissza a Formula–1-es mezőnybe, 2011-es súlyos ralibalesetét követően. A lengyel versenyző jobb keze akkor súlyosan sérült, kézfejét úgy kellett visszavarrni. Arra, hogy egy versenyző ilyen sérülést követően térjen vissza a mezőnybe, korábban nem volt példa a sportág történetében.
Esteban Ocon nem kapott újabb szerződést a Racing Point Force Indiától, így a Mercedes tesztpilótájaként folytatta pályafutását, illetve a csapat szimulátoros programjában vállalt szerepet Stoffel Vandoorne-nal együtt. Ocon helyét a csapatnál Lance Stroll vette át.

## Átigazolások

### Csapatváltások
- Daniel Ricciardo; Red Bull Racing pilóta → Renault F1 pilóta[32]
- Carlos Sainz Jr.; Renault F1 pilóta → McLaren pilóta[33]
- Pierre Gasly; Toro Rosso pilóta → Red Bull Racing pilóta → Toro Rosso pilóta (a belga nagydíjtól újra a Toro Rossónál)[34][35]
- Kimi Räikkönen; Scuderia Ferrari pilóta → Alfa Romeo Racing pilóta[36]
- Charles Leclerc; Alfa Romeo Sauber pilóta → Scuderia Ferrari pilóta[37]
- Lance Stroll; Williams pilóta → Racing Point pilóta[38]
- Alexander Albon; Formula–2 DAMS pilóta → Toro Rosso pilóta → Red Bull Racing pilóta (a belga nagydíjtól)[35][39]

### Újonc pilóták
- Lando Norris; Formula–2 Carlin pilóta → McLaren pilóta[40]
- George Russell; Formula–2 ART Grand Prix pilóta → Williams pilóta[41]
- Alexander Albon; Formula–2 DAMS pilóta → Toro Rosso pilóta[39]

### Visszatérő pilóták
- Antonio Giovinazzi; Alfa Romeo Sauber tesztpilóta → Alfa Romeo Racing pilóta[42]
- Danyiil Kvjat; Scuderia Ferrari fejlesztőpilóta → Toro Rosso pilóta[43]
- Robert Kubica; Williams tesztpilóta → Williams pilóta[44]

### Távozó pilóták
- Fernando Alonso; McLaren pilóta → ?[45]
- Stoffel Vandoorne; McLaren pilóta → Formula–E HWA Racelab pilóta[46][47]
- Marcus Ericsson; Alfa Romeo Sauber pilóta → IndyCar Schmidt Peterson Motorsports pilóta[48]
- Szergej Szirotkin; Williams pilóta → WEC SMP Racing pilóta[49][50]
- Esteban Ocon; Force India pilóta → Mercedes tesztpilóta[51]
- Brendon Hartley; Toro Rosso pilóta → Scuderia Ferrari tesztpilóta[52][53]

### Motorszállító-váltások
- A  Red Bull csapat  Renault motorokról → Honda motorokra váltott.[54]

### Újonc csapatok
- Racing Point[55]

### Távozó csapatok
- Force India[55]

### Nevet változtatott csapatok
- Alfa Romeo Sauber F1 Team → Alfa Romeo Racing[56]

### Év közbeni pilótacserék
- Alexander Albon; Toro Rosso versenyző → Red Bull Racing versenyző[57] (a belga nagydíjtól)
- Pierre Gasly; Red Bull Racing versenyző → Toro Rosso versenyző[57] (a belga nagydíjtól)

## A szezon előtt

### Új autófejlesztések
| Konstruktőr  | Autó          | Bemutató ideje | Bemutató helye |
| ------------ | ------------- | -------------- | -------------- |
| Haas         | VF-19         | február 7.     | London         |
| Toro Rosso   | STR14         | február 11.    | online         |
| Williams     | FW42          | február 11.    | Grove          |
| Renault      | R.S.19        | február 12.    | Enstone        |
| Mercedes     | W10 EQ Power+ | február 13.    | Silverstone    |
| Red Bull     | RB15          | február 13.    | online         |
| Racing Point | RP19          | február 13.    | Toronto        |
| McLaren      | MCL34         | február 14.    | Woking         |
| Ferrari      | SF90          | február 15.    | Maranello      |
| Alfa Romeo   | C38           | február 18.    | Barcelona      |

### Tesztek
| Dátum       | Helyszín                           | Pálya                         | Leggyorsabb versenyző | Csapat           | Idő      | Kör |
| ----------- | ---------------------------------- | ----------------------------- | --------------------- | ---------------- | -------- | --- |
| Február 18. | Barcelona, Spanyolország           | Circuit de Catalunya          | Sebastian Vettel      | Ferrari          | 1:18,161 | 169 |
| Február 19. | Barcelona, Spanyolország           | Circuit de Catalunya          | Charles Leclerc       | Ferrari          | 1:18,247 | 157 |
| Február 20. | Barcelona, Spanyolország           | Circuit de Catalunya          | Danyiil Kvjat         | Toro Rosso-Honda | 1:17,704 | 137 |
| Február 21. | Barcelona, Spanyolország           | Circuit de Catalunya          | Nico Hülkenberg       | Renault          | 1:17,393 | 24  |
| Február 26. | Barcelona, Spanyolország           | Circuit de Catalunya          | Lando Norris          | McLaren-Renault  | 1:17,709 | 80  |
| Február 27. | Barcelona, Spanyolország           | Circuit de Catalunya          | Carlos Sainz Jr.      | McLaren-Renault  | 1:17,144 | 130 |
| Február 28. | Barcelona, Spanyolország           | Circuit de Catalunya          | Charles Leclerc       | Ferrari          | 1:16,231 | 138 |
| Március 1.  | Barcelona, Spanyolország           | Circuit de Catalunya          | Sebastian Vettel      | Ferrari          | 1:16,221 | 110 |
| Április 2.  | Szahír, Bahrein                    | Bahrain International Circuit | Max Verstappen        | Red Bull-Honda   | 1:29,379 | 62  |
| Április 3.  | Szahír, Bahrein                    | Bahrain International Circuit | George Russell        | Mercedes         | 1:29,029 | 101 |
| Május 14.   | Barcelona, Spanyolország           | Circuit de Catalunya          | Valtteri Bottas       | Mercedes         | 1:15,511 | 131 |
| Május 15.   | Barcelona, Spanyolország           | Circuit de Catalunya          | Nyikita Mazepin       | Mercedes         | 1:15,775 | 128 |
| December 3. | Abu-Dzabi, Egyesült Arab Emírségek | Yas Marina Circuit            | Valtteri Bottas       | Mercedes         | 1:37,124 | 138 |
| December 4. | Abu-Dzabi, Egyesült Arab Emírségek | Yas Marina Circuit            | George Russell        | Mercedes         | 1:37,204 | 145 |

Részletes teszteredmények
| Barcelona, Spanyolország (1. előszezoni teszt) | Barcelona, Spanyolország (1. előszezoni teszt) | Barcelona, Spanyolország (1. előszezoni teszt) | Barcelona, Spanyolország (1. előszezoni teszt) | Barcelona, Spanyolország (1. előszezoni teszt) | Barcelona, Spanyolország (1. előszezoni teszt) | Barcelona, Spanyolország (1. előszezoni teszt) |
| --- | ---------------------------------------------- | ---------------------------------------------- | ---------------------------------------------- | ---------------------------------------------- | ---------------------------------------------- | ---------------------------------------------- |
| Időjárás: február 18. – száraz, napos • február 19. – száraz, felhős • február 20. – száraz, napos • 0február 21. – száraz, napos A Williams-Mercedes nem vett részt a teszt első két napján. |                                                |                                                |                                                |                                                |                                                |                                                |
| Dátum | Hely.                                          | Versenyző                                      | Csapat/motor                                   | Idő                                            | Kül.                                           | Kör                                            |
| február 18. | 1                                              | Sebastian Vettel                               | Ferrari                                        | 1:18,161                                       | –                                              | 169                                            |
| február 18. | 2                                              | Carlos Sainz Jr.                               | McLaren-Renault                                | 1:18,558                                       | +0,397                                         | 119                                            |
| február 18. | 3                                              | Romain Grosjean                                | Haas-Ferrari                                   | 1:19,159                                       | +0,998                                         | 65                                             |
| február 18. | 4                                              | Max Verstappen                                 | Red Bull-Honda                                 | 1:19,426                                       | +1,265                                         | 128                                            |
| február 18. | 5                                              | Kimi Räikkönen                                 | Alfa Romeo-Ferrari                             | 1:19,462                                       | +1,301                                         | 114                                            |
| február 18. | 6                                              | Danyiil Kvjat                                  | Toro Rosso-Honda                               | 1:19,464                                       | +1,303                                         | 77                                             |
| február 18. | 7                                              | Sergio Pérez                                   | Racing Point-Mercedes                          | 1:19,944                                       | +1,783                                         | 30                                             |
| február 18. | 8                                              | Valtteri Bottas                                | Mercedes                                       | 1:20,127                                       | +1,966                                         | 69                                             |
| február 18. | 9                                              | Lewis Hamilton                                 | Mercedes                                       | 1:20,135                                       | +1,974                                         | 81                                             |
| február 18. | 10                                             | Nico Hülkenberg                                | Renault                                        | 1:20,980                                       | +2,819                                         | 65                                             |
| február 18. | 11                                             | Daniel Ricciardo                               | Renault                                        | 1:20,983                                       | +2,822                                         | 44                                             |
| Forrás |                                                |                                                |                                                |                                                |                                                |                                                |
| február 19. | 1                                              | Charles Leclerc                                | Ferrari                                        | 1:18,247                                       | –                                              | 157                                            |
| február 19. | 2                                              | Lando Norris                                   | McLaren-Renault                                | 1:18,553                                       | +0,306                                         | 104                                            |
| február 19. | 3                                              | Kevin Magnussen                                | Haas-Ferrari                                   | 1:19,206                                       | +0,959                                         | 59                                             |
| február 19. | 4                                              | Alexander Albon                                | Toro Rosso-Honda                               | 1:19,301                                       | +1,054                                         | 132                                            |
| február 19. | 5                                              | Antonio Giovinazzi                             | Alfa Romeo-Ferrari                             | 1:19,312                                       | +1,065                                         | 101                                            |
| február 19. | 6                                              | Valtteri Bottas                                | Mercedes                                       | 1:19,535                                       | +1,288                                         | 89                                             |
| február 19. | 7                                              | Pierre Gasly                                   | Red Bull-Honda                                 | 1:19,814                                       | +1,567                                         | 92                                             |
| február 19. | 8                                              | Nico Hülkenberg                                | Renault                                        | 1:19,837                                       | +1,590                                         | 95                                             |
| február 19. | 9                                              | Daniel Ricciardo                               | Renault                                        | 1:19,886                                       | +1,639                                         | 28                                             |
| február 19. | 10                                             | Lewis Hamilton                                 | Mercedes                                       | 1:19,928                                       | +1,681                                         | 74                                             |
| február 19. | 11                                             | Lance Stroll                                   | Racing Point-Mercedes                          | 1:20,433                                       | +2,186                                         | 79                                             |
| február 19. | 12                                             | Pietro Fittipaldi                              | Haas-Ferrari                                   | 1:21,849                                       | +3,602                                         | 13                                             |
| Forrás |                                                |                                                |                                                |                                                |                                                |                                                |
| február 20. | 1                                              | Danyiil Kvjat                                  | Toro Rosso-Honda                               | 1:17,704                                       | –                                              | 137                                            |
| február 20. | 2                                              | Kimi Räikkönen                                 | Alfa Romeo-Ferrari                             | 1:17,762                                       | +0,058                                         | 138                                            |
| február 20. | 3                                              | Daniel Ricciardo                               | Renault                                        | 1:18,164                                       | +0,460                                         | 80                                             |
| február 20. | 4                                              | Sebastian Vettel                               | Ferrari                                        | 1:18,350                                       | +0,646                                         | 134                                            |
| február 20. | 5                                              | Max Verstappen                                 | Red Bull-Honda                                 | 1:18,787                                       | +1,083                                         | 109                                            |
| február 20. | 6                                              | Nico Hülkenberg                                | Renault                                        | 1:18,800                                       | +1,096                                         | 63                                             |
| február 20. | 7                                              | Romain Grosjean                                | Haas-Ferrari                                   | 1:19,060                                       | +1,356                                         | 69                                             |
| február 20. | 8                                              | Pietro Fittipaldi                              | Haas-Ferrari                                   | 1:19,249                                       | +1,545                                         | 48                                             |
| február 20. | 9                                              | Carlos Sainz Jr.                               | McLaren-Renault                                | 1:19,354                                       | +1,650                                         | 90                                             |
| február 20. | 10                                             | Sergio Pérez                                   | Racing Point-Mercedes                          | 1:20,102                                       | +2,398                                         | 67                                             |
| február 20. | 11                                             | Valtteri Bottas                                | Mercedes                                       | 1:20,693                                       | +2,989                                         | 88                                             |
| február 20. | 12                                             | Lewis Hamilton                                 | Mercedes                                       | 1:20,818                                       | +3,114                                         | 94                                             |
| február 20. | 13                                             | George Russell                                 | Williams-Mercedes                              | 1:25,625                                       | +7,921                                         | 23                                             |
| Forrás |                                                |                                                |                                                |                                                |                                                |                                                |
| február 21. | 1                                              | Nico Hülkenberg                                | Renault                                        | 1:17,393                                       | –                                              | 24                                             |
| február 21. | 2                                              | Alexander Albon                                | Toro Rosso-Honda                               | 1:17,637                                       | +0,244                                         | 136                                            |
| február 21. | 3                                              | Daniel Ricciardo                               | Renault                                        | 1:17,785                                       | +0,392                                         | 34                                             |
| február 21. | 4                                              | Valtteri Bottas                                | Mercedes                                       | 1:17,857                                       | +0,464                                         | 57                                             |
| február 21. | 5                                              | Lewis Hamilton                                 | Mercedes                                       | 1:17,977                                       | +0,584                                         | 58                                             |
| február 21. | 6                                              | Charles Leclerc                                | Ferrari                                        | 1:18,046                                       | +0,653                                         | 138                                            |
| február 21. | 7                                              | Lando Norris                                   | McLaren-Renault                                | 1:18,431                                       | +1,038                                         | 132                                            |
| február 21. | 8                                              | Antonio Giovinazzi                             | Alfa Romeo-Ferrari                             | 1:18,511                                       | +1,118                                         | 154                                            |
| február 21. | 9                                              | Romain Grosjean                                | Haas-Ferrari                                   | 1:18,563                                       | +1,170                                         | 64                                             |
| február 21. | 10                                             | Kevin Magnussen                                | Haas-Ferrari                                   | 1:18,720                                       | +1,327                                         | 66                                             |
| február 21. | 11                                             | Pierre Gasly                                   | Red Bull-Honda                                 | 1:18,780                                       | +1,387                                         | 146                                            |
| február 21. | 12                                             | Lance Stroll                                   | Racing Point-Mercedes                          | 1:19,664                                       | +2,271                                         | 72                                             |
| február 21. | 13                                             | George Russell                                 | Williams-Mercedes                              | 1:20,997                                       | +3,604                                         | 17                                             |
| február 21. | 14                                             | Robert Kubica                                  | Williams-Mercedes                              | 1:21,542                                       | +4,149                                         | 48                                             |
| Forrás |                                                |                                                |                                                |                                                |                                                |                                                |

| Barcelona, Spanyolország (2. előszezoni teszt)                                                                                  | Barcelona, Spanyolország (2. előszezoni teszt) | Barcelona, Spanyolország (2. előszezoni teszt) | Barcelona, Spanyolország (2. előszezoni teszt) | Barcelona, Spanyolország (2. előszezoni teszt) | Barcelona, Spanyolország (2. előszezoni teszt) | Barcelona, Spanyolország (2. előszezoni teszt) |
| --- | ---------------------------------------------- | ---------------------------------------------- | ---------------------------------------------- | ---------------------------------------------- | ---------------------------------------------- | ---------------------------------------------- |
| Időjárás: február 26. – száraz, napos • február 27. – száraz, napos • február 28. – száraz, napos • 0március 1. – száraz, napos |                                                |                                                |                                                |                                                |                                                |                                                |
| Dátum | Hely.                                          | Versenyző                                      | Csapat/motor                                   | Idő                                            | Kül.                                           | Kör                                            |
| február 26. | 1                                              | Lando Norris                                   | McLaren-Renault                                | 1:17,709                                       | –                                              | 80                                             |
| február 26. | 2                                              | Pierre Gasly                                   | Red Bull-Honda                                 | 1:17,715                                       | +0,006                                         | 136                                            |
| február 26. | 3                                              | Lance Stroll                                   | Racing Point-Mercedes                          | 1:17,824                                       | +0,115                                         | 82                                             |
| február 26. | 4                                              | Sebastian Vettel                               | Ferrari                                        | 1:17,925                                       | +0,216                                         | 81                                             |
| február 26. | 5                                              | Antonio Giovinazzi                             | Alfa Romeo-Ferrari                             | 1:18,589                                       | +0,880                                         | 99                                             |
| február 26. | 6                                              | Alexander Albon                                | Toro Rosso-Honda                               | 1:18,649                                       | +0,940                                         | 103                                            |
| február 26. | 7                                              | Charles Leclerc                                | Ferrari                                        | 1:18,651                                       | +0,942                                         | 29                                             |
| február 26. | 8                                              | Kevin Magnussen                                | Haas-Ferrari                                   | 1:18,769                                       | +1,060                                         | 131                                            |
| február 26. | 9                                              | George Russell                                 | Williams-Mercedes                              | 1:19,662                                       | +1,953                                         | 119                                            |
| február 26. | 10                                             | Daniel Ricciardo                               | Renault                                        | 1:20,107                                       | +2,398                                         | 77                                             |
| február 26. | 11                                             | Valtteri Bottas                                | Mercedes                                       | 1:20,167                                       | +2,458                                         | 7                                              |
| február 26. | 12                                             | Lewis Hamilton                                 | Mercedes                                       | 1:20,332                                       | +2,623                                         | 83                                             |
| február 26. | 13                                             | Nico Hülkenberg                                | Renault                                        | 1:20,348                                       | +2,639                                         | 80                                             |
| Forrás |                                                |                                                |                                                |                                                |                                                |                                                |
| február 27. | 1                                              | Carlos Sainz Jr.                               | McLaren-Renault                                | 1:17,144                                       | –                                              | 130                                            |
| február 27. | 2                                              | Sergio Pérez                                   | Racing Point-Mercedes                          | 1:17,842                                       | +0,698                                         | 88                                             |
| február 27. | 3                                              | Sebastian Vettel                               | Ferrari                                        | 1:18,195                                       | +1,051                                         | 40                                             |
| február 27. | 4                                              | Kimi Räikkönen                                 | Alfa Romeo-Ferrari                             | 1:18,209                                       | +1,065                                         | 113                                            |
| február 27. | 5                                              | Romain Grosjean                                | Haas-Ferrari                                   | 1:18,330                                       | +1,186                                         | 120                                            |
| február 27. | 6                                              | Max Verstappen                                 | Red Bull-Honda                                 | 1:18,395                                       | +1,251                                         | 128                                            |
| február 27. | 7                                              | Danyiil Kvjat                                  | Toro Rosso-Honda                               | 1:18,682                                       | +1,538                                         | 101                                            |
| február 27. | 8                                              | Valtteri Bottas                                | Mercedes                                       | 1:18,941                                       | +1,797                                         | 74                                             |
| február 27. | 9                                              | Lewis Hamilton                                 | Mercedes                                       | 1:18,943                                       | +1,799                                         | 102                                            |
| február 27. | 10                                             | Nico Hülkenberg                                | Renault                                        | 1:19,056                                       | +1,912                                         | 58                                             |
| február 27. | 11                                             | Robert Kubica                                  | Williams-Mercedes                              | 1:19,367                                       | +2,223                                         | 130                                            |
| február 27. | 12                                             | Daniel Ricciardo                               | Renault                                        | 1:22,597                                       | +5,453                                         | 72                                             |
| február 27. | 13                                             | Charles Leclerc                                | Ferrari                                        | idő nélkül                                     | –                                              | 1                                              |
| Forrás |                                                |                                                |                                                |                                                |                                                |                                                |
| február 28. | 1                                              | Charles Leclerc                                | Ferrari                                        | 1:16,231                                       | –                                              | 138                                            |
| február 28. | 2                                              | Alexander Albon                                | Toro Rosso-Honda                               | 1:16,882                                       | +0,651                                         | 118                                            |
| február 28. | 3                                              | Lando Norris                                   | McLaren-Renault                                | 1:17,084                                       | +0,853                                         | 84                                             |
| február 28. | 4                                              | Pierre Gasly                                   | Red Bull-Honda                                 | 1:17,091                                       | +0,860                                         | 65                                             |
| február 28. | 5                                              | Daniel Ricciardo                               | Renault                                        | 1:17,204                                       | +0,973                                         | 65                                             |
| február 28. | 6                                              | Nico Hülkenberg                                | Renault                                        | 1:17,496                                       | +1,265                                         | 73                                             |
| február 28. | 7                                              | Lance Stroll                                   | Racing Point-Mercedes                          | 1:17,556                                       | +1,325                                         | 103                                            |
| február 28. | 8                                              | Antonio Giovinazzi                             | Alfa Romeo-Ferrari                             | 1:17,639                                       | +1,408                                         | 71                                             |
| február 28. | 9                                              | Romain Grosjean                                | Haas-Ferrari                                   | 1:17,854                                       | +1,623                                         | 16                                             |
| február 28. | 10                                             | Lewis Hamilton                                 | Mercedes                                       | 1:18,097                                       | +1,866                                         | 85                                             |
| február 28. | 11                                             | George Russell                                 | Williams-Mercedes                              | 1:18,130                                       | +1,899                                         | 140                                            |
| február 28. | 12                                             | Kevin Magnussen                                | Haas-Ferrari                                   | 1:18,199                                       | +1,968                                         | 53                                             |
| február 28. | 13                                             | Valtteri Bottas                                | Mercedes                                       | 1:18,862                                       | +2,631                                         | 96                                             |
| Forrás |                                                |                                                |                                                |                                                |                                                |                                                |
| március 1. | 1                                              | Sebastian Vettel                               | Ferrari                                        | 1:16,221                                       | –                                              | 110                                            |
| március 1. | 2                                              | Lewis Hamilton                                 | Mercedes                                       | 1:16,224                                       | +0,003                                         | 61                                             |
| március 1. | 3                                              | Valtteri Bottas                                | Mercedes                                       | 1:16,561                                       | +0,340                                         | 71                                             |
| március 1. | 4                                              | Nico Hülkenberg                                | Renault                                        | 1:16,843                                       | +0,622                                         | 51                                             |
| március 1. | 5                                              | Danyiil Kvjat                                  | Toro Rosso-Honda                               | 1:16,898                                       | +0,677                                         | 131                                            |
| március 1. | 6                                              | Carlos Sainz Jr.                               | McLaren-Renault                                | 1:16,913                                       | +0,692                                         | 134                                            |
| március 1. | 7                                              | Romain Grosjean                                | Haas-Ferrari                                   | 1:17,076                                       | +0,855                                         | 73                                             |
| március 1. | 8                                              | Daniel Ricciardo                               | Renault                                        | 1:17,114                                       | +0,893                                         | 52                                             |
| március 1. | 9                                              | Kimi Räikkönen                                 | Alfa Romeo-Ferrari                             | 1:17,239                                       | +1,018                                         | 132                                            |
| március 1. | 10                                             | Kevin Magnussen                                | Haas-Ferrari                                   | 1:17,565                                       | +1,344                                         | 94                                             |
| március 1. | 11                                             | Max Verstappen                                 | Red Bull-Honda                                 | 1:17,709                                       | +1,488                                         | 29                                             |
| március 1. | 12                                             | Sergio Pérez                                   | Racing Point-Mercedes                          | 1:17,791                                       | +1,570                                         | 104                                            |
| március 1. | 13                                             | Robert Kubica                                  | Williams-Mercedes                              | 1:18,993                                       | +2,772                                         | 90                                             |
| Forrás |                                                |                                                |                                                |                                                |                                                |                                                |

| Szahír, Bahrein (1. szezonközi teszt)                                 | Szahír, Bahrein (1. szezonközi teszt) | Szahír, Bahrein (1. szezonközi teszt) | Szahír, Bahrein (1. szezonközi teszt) | Szahír, Bahrein (1. szezonközi teszt) | Szahír, Bahrein (1. szezonközi teszt) | Szahír, Bahrein (1. szezonközi teszt) |
| --------------------------------------------------------------------- | ------------------------------------- | ------------------------------------- | ------------------------------------- | ------------------------------------- | ------------------------------------- | ------------------------------------- |
| Időjárás: április 2. – száraz, majd esős • április 3. – száraz, napos |                                       |                                       |                                       |                                       |                                       |                                       |
| Dátum                                                                 | Hely.                                 | Versenyző                             | Csapat/motor                          | Idő                                   | Kül.                                  | Kör                                   |
| április 2.                                                            | 1                                     | Max Verstappen                        | Red Bull-Honda                        | 1:29,379                              | –                                     | 62                                    |
| április 2.                                                            | 2                                     | Mick Schumacher                       | Ferrari                               | 1:29,976                              | +0,597                                | 56                                    |
| április 2.                                                            | 3                                     | Lando Norris                          | McLaren-Renault                       | 1:30,800                              | +1,421                                | 22                                    |
| április 2.                                                            | 4                                     | Romain Grosjean                       | Haas-Ferrari                          | 1:30,982                              | +1,603                                | 42                                    |
| április 2.                                                            | 5                                     | Alexander Albon                       | Toro Rosso-Honda                      | 1:31,089                              | +1,709                                | 71                                    |
| április 2.                                                            | 6                                     | Lewis Hamilton                        | Mercedes                              | 1:31,156                              | +1,777                                | 77                                    |
| április 2.                                                            | 7                                     | Daniel Ricciardo                      | Renault                               | 1:31,584                              | +2,205                                | 45                                    |
| április 2.                                                            | 8                                     | Lance Stroll                          | Racing Point-Mercedes                 | 1:31,964                              | +2,585                                | 32                                    |
| április 2.                                                            | 9                                     | Carlos Sainz Jr.                      | McLaren-Renault                       | 1:32,059                              | +2,679                                | 32                                    |
| április 2.                                                            | 10                                    | Antonio Giovinazzi                    | Alfa Romeo-Ferrari                    | 1:32,067                              | +2,687                                | 53                                    |
| április 2.                                                            | 11                                    | Fernando Alonso                       | McLaren-Renault                       | 1:32,207                              | +2,827                                | 64                                    |
| április 2.                                                            | 12                                    | Pietro Fittipaldi                     | Haas-Ferrari                          | 1:32,708                              | +3,329                                | 20                                    |
| április 2.                                                            | 13                                    | Robert Kubica                         | Williams-Mercedes                     | 1:33,290                              | +3,910                                | 19                                    |
| április 2.                                                            | 14                                    | Danyiil Kvjat                         | Toro Rosso-Honda                      | 1:33,653                              | +4,273                                | 45                                    |
| április 2.                                                            | 15                                    | George Russell                        | Williams-Mercedes                     | 1:33,682                              | +4,302                                | 27                                    |
| Forrás                                                                |                                       |                                       |                                       |                                       |                                       |                                       |
| április 3.                                                            | 1                                     | George Russell                        | Mercedes                              | 1:29,029                              | –                                     | 101                                   |
| április 3.                                                            | 2                                     | Sergio Pérez                          | Racing Point-Mercedes                 | 1:29,095                              | +0,066                                | 61                                    |
| április 3.                                                            | 3                                     | Sebastian Vettel                      | Ferrari                               | 1:29,319                              | +0,289                                | 103                                   |
| április 3.                                                            | 4                                     | Carlos Sainz Jr.                      | McLaren-Renault                       | 1:29,795                              | +0,765                                | 21                                    |
| április 3.                                                            | 5                                     | Danyiil Kvjat                         | Toro Rosso-Honda                      | 1:29,911                              | +0,881                                | 111                                   |
| április 3.                                                            | 6                                     | Mick Schumacher                       | Alfa Romeo-Ferrari                    | 1:29,998                              | +0,968                                | 70                                    |
| április 3.                                                            | 7                                     | Alexander Albon                       | Toro Rosso-Honda                      | 1:30,037                              | +1,007                                | 143                                   |
| április 3.                                                            | 8                                     | Lance Stroll                          | Racing Point-Mercedes                 | 1:30,049                              | +1,019                                | 35                                    |
| április 3.                                                            | 9                                     | Dan Ticktum                           | Red Bull-Honda                        | 1:30,856                              | +1,827                                | 135                                   |
| április 3.                                                            | 10                                    | Romain Grosjean                       | Haas-Ferrari                          | 1:30,903                              | +1,874                                | 87                                    |
| április 3.                                                            | 11                                    | Fernando Alonso                       | McLaren-Renault                       | 1:31,006                              | +1,976                                | 69                                    |
| április 3.                                                            | 12                                    | Pietro Fittipaldi                     | Haas-Ferrari                          | 1:31,209                              | +2,179                                | 48                                    |
| április 3.                                                            | 13                                    | Lando Norris                          | McLaren-Renault                       | 1:31,303                              | +2,273                                | 72                                    |
| április 3.                                                            | 14                                    | Jack Aitken                           | Renault                               | 1:31,500                              | +2,470                                | 103                                   |
| április 3.                                                            | 15                                    | Nicholas Latifi                       | Williams-Mercedes                     | 1:32,198                              | +3,168                                | 100                                   |
| április 3.                                                            | 16                                    | Carlos Sainz Jr. (P)                  | McLaren-Renault                       | 1:32,269                              | +3,239                                | 60                                    |
| Forrás                                                                |                                       |                                       |                                       |                                       |                                       |                                       |

| Barcelona, Spanyolország (2. szezonközi teszt)                  | Barcelona, Spanyolország (2. szezonközi teszt) | Barcelona, Spanyolország (2. szezonközi teszt) | Barcelona, Spanyolország (2. szezonközi teszt) | Barcelona, Spanyolország (2. szezonközi teszt) | Barcelona, Spanyolország (2. szezonközi teszt) | Barcelona, Spanyolország (2. szezonközi teszt) |
| --------------------------------------------------------------- | ---------------------------------------------- | ---------------------------------------------- | ---------------------------------------------- | ---------------------------------------------- | ---------------------------------------------- | ---------------------------------------------- |
| Időjárás: május 14. – száraz, napos • május 15. – száraz, napos |                                                |                                                |                                                |                                                |                                                |                                                |
| Dátum                                                           | Hely.                                          | Versenyző                                      | Csapat/motor                                   | Idő                                            | Kül.                                           | Kör                                            |
| május 14.                                                       | 1                                              | Valtteri Bottas                                | Mercedes                                       | 1:15,511                                       | –                                              | 131                                            |
| május 14.                                                       | 2                                              | Charles Leclerc                                | Ferrari                                        | 1:16,933                                       | +1,422                                         | 131                                            |
| május 14.                                                       | 3                                              | Danyiil Kvjat                                  | Toro Rosso-Honda                               | 1:17,679                                       | +2,168                                         | 121                                            |
| május 14.                                                       | 4                                              | Nico Hülkenberg                                | Renault                                        | 1:18,051                                       | +2,540                                         | 68                                             |
| május 14.                                                       | 5                                              | Pierre Gasly                                   | Red Bull-Honda                                 | 1:18,140                                       | +2,629                                         | 118                                            |
| május 14.                                                       | 6                                              | Carlos Sainz Jr.                               | McLaren-Renault                                | 1:18,263                                       | +2,752                                         | 64                                             |
| május 14.                                                       | 7                                              | Pietro Fittipaldi                              | Haas-Ferrari                                   | 1:18,326                                       | +2,815                                         | 103                                            |
| május 14.                                                       | 8                                              | Nick Yelloly                                   | Racing Point-Mercedes                          | 1:18,361                                       | +2,850                                         | 111                                            |
| május 14.                                                       | 9                                              | Lando Norris                                   | McLaren-Renault                                | 1:18,567                                       | +3,056                                         | 44                                             |
| május 14.                                                       | 10                                             | Callum Ilott                                   | Alfa Romeo-Ferrari                             | 1:19,819                                       | +4,308                                         | 41                                             |
| május 14.                                                       | 11                                             | Nicholas Latifi                                | Williams-Mercedes                              | 1:20,670                                       | +5,159                                         | 133                                            |
| Forrás                                                          |                                                |                                                |                                                |                                                |                                                |                                                |
| május 15.                                                       | 1                                              | Nyikita Mazepin                                | Mercedes                                       | 1:15,775                                       | –                                              | 128                                            |
| május 15.                                                       | 2                                              | Alexander Albon                                | Toro Rosso-Honda                               | 1:17,079                                       | +1,304                                         | 109                                            |
| május 15.                                                       | 3                                              | Antonio Fuoco                                  | Ferrari                                        | 1:17,284                                       | +1,509                                         | 120                                            |
| május 15.                                                       | 4                                              | Kimi Räikkönen                                 | Alfa Romeo-Ferrari                             | 1:17,393                                       | +1,618                                         | 110                                            |
| május 15.                                                       | 5                                              | Jack Aitken                                    | Renault                                        | 1:17,621                                       | +1,846                                         | 75                                             |
| május 15.                                                       | 6                                              | Kevin Magnussen                                | Haas-Ferrari                                   | 1:18,101                                       | +2,326                                         | 106                                            |
| május 15.                                                       | 7                                              | Nick Yelloly                                   | Racing Point-Mercedes                          | 1:18,212                                       | +2,437                                         | 83                                             |
| május 15.                                                       | 8                                              | Nicholas Latifi                                | Williams-Mercedes                              | 1:18,573                                       | +2,798                                         | 88                                             |
| május 15.                                                       | 9                                              | Dan Ticktum                                    | Red Bull-Honda                                 | 1:19,458                                       | +3,683                                         | 79                                             |
| május 15.                                                       | 10                                             | Oliver Turvey                                  | McLaren-Renault                                | 1:20,712                                       | +4,937                                         | 52                                             |
| május 15.                                                       | 11                                             | Sérgio Sette Câmara                            | McLaren-Renault                                | 1:21,565                                       | +5,790                                         | 19                                             |
| Forrás                                                          |                                                |                                                |                                                |                                                |                                                |                                                |

| Abu-Dzabi, Egyesült Arab Emírségek (utószezoni gumiteszt)           | Abu-Dzabi, Egyesült Arab Emírségek (utószezoni gumiteszt) | Abu-Dzabi, Egyesült Arab Emírségek (utószezoni gumiteszt) | Abu-Dzabi, Egyesült Arab Emírségek (utószezoni gumiteszt) | Abu-Dzabi, Egyesült Arab Emírségek (utószezoni gumiteszt) | Abu-Dzabi, Egyesült Arab Emírségek (utószezoni gumiteszt) | Abu-Dzabi, Egyesült Arab Emírségek (utószezoni gumiteszt) |
| ------------------------------------------------------------------- | --------------------------------------------------------- | --------------------------------------------------------- | --------------------------------------------------------- | --------------------------------------------------------- | --------------------------------------------------------- | --------------------------------------------------------- |
| Időjárás: december 3. – száraz, napos • december 4. – száraz, napos |                                                           |                                                           |                                                           |                                                           |                                                           |                                                           |
| Dátum                                                               | Hely.                                                     | Versenyző                                                 | Csapat/motor                                              | Idő                                                       | Kül.                                                      | Kör                                                       |
| december 3.                                                         | 1                                                         | Valtteri Bottas                                           | Mercedes                                                  | 1:37,124                                                  | –                                                         | 138                                                       |
| december 3.                                                         | 2                                                         | Sebastian Vettel                                          | Ferrari                                                   | 1:37,991                                                  | +0,867                                                    | 136                                                       |
| december 3.                                                         | 3                                                         | Danyiil Kvjat                                             | Toro Rosso-Honda                                          | 1:38,183                                                  | +1,059                                                    | 72                                                        |
| december 3.                                                         | 4                                                         | Sergio Pérez                                              | Racing Point-Mercedes                                     | 1:38,434                                                  | +1,310                                                    | 120                                                       |
| december 3.                                                         | 5                                                         | Romain Grosjean                                           | Haas-Ferrari                                              | 1:39,526                                                  | +2,402                                                    | 146                                                       |
| december 3.                                                         | 6                                                         | Lando Norris                                              | McLaren-Renault                                           | 1:39,741                                                  | +2,617                                                    | 125                                                       |
| december 3.                                                         | 7                                                         | Max Verstappen                                            | Red Bull-Honda                                            | 1:39,926                                                  | +2,802                                                    | 153                                                       |
| december 3.                                                         | 8                                                         | Esteban Ocon                                              | Renault                                                   | 1:39,962                                                  | +2,838                                                    | 77                                                        |
| december 3.                                                         | 9                                                         | George Russell                                            | Williams-Mercedes                                         | 1:40,368                                                  | +3,244                                                    | 87                                                        |
| december 3.                                                         | 10                                                        | Kimi Räikkönen                                            | Alfa Romeo-Ferrari                                        | 1:40,903                                                  | +3,779                                                    | 93                                                        |
| december 3.                                                         | 11                                                        | Sean Gelael                                               | Toro Rosso-Honda                                          | 1:41,640                                                  | +4,516                                                    | 67                                                        |
| december 3.                                                         | 12                                                        | Roy Nissany                                               | Williams-Mercedes                                         | 1:44,760                                                  | +7,636                                                    | 41                                                        |
| Forrás                                                              |                                                           |                                                           |                                                           |                                                           |                                                           |                                                           |
| december 4.                                                         | 1                                                         | George Russell                                            | Mercedes                                                  | 1:37,204                                                  | –                                                         | 145                                                       |
| december 4.                                                         | 2                                                         | Charles Leclerc                                           | Ferrari                                                   | 1:37,401                                                  | +0,197                                                    | 103                                                       |
| december 4.                                                         | 3                                                         | Lance Stroll                                              | Racing Point-Mercedes                                     | 1:37,999                                                  | +0,795                                                    | 132                                                       |
| december 4.                                                         | 4                                                         | Pierre Gasly                                              | Toro Rosso-Honda                                          | 1:38,166                                                  | +0,962                                                    | 146                                                       |
| december 4.                                                         | 5                                                         | Carlos Sainz Jr.                                          | McLaren-Renault                                           | 1:38,729                                                  | +1,525                                                    | 112                                                       |
| december 4.                                                         | 6                                                         | Esteban Ocon                                              | Renault                                                   | 1:38,950                                                  | +1,746                                                    | 128                                                       |
| december 4.                                                         | 7                                                         | Alexander Albon                                           | Red Bull-Honda                                            | 1:39,181                                                  | +1,977                                                    | 139                                                       |
| december 4.                                                         | 8                                                         | Pietro Fittipaldi                                         | Haas-Ferrari                                              | 1:39,682                                                  | +2,478                                                    | 135                                                       |
| december 4.                                                         | 9                                                         | Antonio Giovinazzi                                        | Alfa Romeo-Ferrari                                        | 1:39,811                                                  | +2,607                                                    | 115                                                       |
| december 4.                                                         | 10                                                        | Nicholas Latifi                                           | Williams-Mercedes                                         | 1:40,188                                                  | +2,984                                                    | 107                                                       |
| december 4.                                                         | 11                                                        | Roy Nissany                                               | Williams-Mercedes                                         | 1:43,892                                                  | +6,688                                                    | 38                                                        |
| Forrás                                                              |                                                           |                                                           |                                                           |                                                           |                                                           |                                                           |

## Csapatok
| Csapat                                              | Konstruktőr               | Kasztni          | Motor        | Gumi | Rajtszám | Versenyző(k)       | Verseny | Tesztversenyző(k)                                  |
| --------------------------------------------------- | ------------------------- | ---------------- | ------------ | ---- | -------- | ------------------ | ------- | -------------------------------------------------- |
| Mercedes AMG Petronas Motorsport                    | Mercedes                  | F1 W10 EQ Power+ | Mercedes     | P    | 44       | Lewis Hamilton     | 1–21    | Esteban Ocon                                       |
| Mercedes AMG Petronas Motorsport                    | Mercedes                  | F1 W10 EQ Power+ | Mercedes     | P    | 77       | Valtteri Bottas    | 1–21    | Esteban Ocon                                       |
| Scuderia Ferrari Scuderia Ferrari Mission Winnow[A] | Ferrari                   | SF90             | Ferrari      | P    | 5        | Sebastian Vettel   | 1–21    | Antonio Giovinazzi Pascal Wehrlein Brendon Hartley |
| Scuderia Ferrari Scuderia Ferrari Mission Winnow[A] | Ferrari                   | SF90             | Ferrari      | P    | 16       | Charles Leclerc    | 1–21    | Antonio Giovinazzi Pascal Wehrlein Brendon Hartley |
| Aston Martin Red Bull Racing                        | Red Bull Racing-Honda     | RB15             | Honda        | P    | 10       | Pierre Gasly       | 1–12    | Sébastien Buemi                                    |
| Aston Martin Red Bull Racing                        | Red Bull Racing-Honda     | RB15             | Honda        | P    | 23       | Alexander Albon    | 13–21   | Sébastien Buemi                                    |
| Aston Martin Red Bull Racing                        | Red Bull Racing-Honda     | RB15             | Honda        | P    | 33       | Max Verstappen     | 1–21    | Sébastien Buemi                                    |
| Renault F1 Team                                     | Renault                   | R.S.19           | Renault      | P    | 3        | Daniel Ricciardo   | 1–21    | Szergej Szirotkin                                  |
| Renault F1 Team                                     | Renault                   | R.S.19           | Renault      | P    | 27       | Nico Hülkenberg    | 1–21    | Szergej Szirotkin                                  |
| Rich Energy Haas F1 Team Haas F1 Team[B]            | Haas-Ferrari              | VF-19            | Ferrari      | P    | 8        | Romain Grosjean    | 1–21    | Pietro Fittipaldi                                  |
| Rich Energy Haas F1 Team Haas F1 Team[B]            | Haas-Ferrari              | VF-19            | Ferrari      | P    | 20       | Kevin Magnussen    | 1–21    | Pietro Fittipaldi                                  |
| McLaren F1 Team                                     | McLaren-Renault           | MCL34            | Renault      | P    | 4        | Lando Norris       | 1–21    | Szergej Szirotkin Sérgio Sette Câmara              |
| McLaren F1 Team                                     | McLaren-Renault           | MCL34            | Renault      | P    | 55       | Carlos Sainz Jr.   | 1–21    | Szergej Szirotkin Sérgio Sette Câmara              |
| SportPesa Racing Point F1 Team                      | Racing Point-Mercedes     | RP19             | BWT Mercedes | P    | 11       | Sergio Pérez       | 1–21    |                                                    |
| SportPesa Racing Point F1 Team                      | Racing Point-Mercedes     | RP19             | BWT Mercedes | P    | 18       | Lance Stroll       | 1–21    |                                                    |
| Alfa Romeo Racing                                   | Alfa Romeo-Ferrari        | C38              | Ferrari      | P    | 7        | Kimi Räikkönen     | 1–21    | Marcus Ericsson Tatiana Calderón                   |
| Alfa Romeo Racing                                   | Alfa Romeo-Ferrari        | C38              | Ferrari      | P    | 99       | Antonio Giovinazzi | 1–21    | Marcus Ericsson Tatiana Calderón                   |
| Red Bull Toro Rosso Honda                           | Scuderia Toro Rosso-Honda | STR14            | Honda        | P    | 10       | Pierre Gasly       | 13–21   | Jamamoto Naoki                                     |
| Red Bull Toro Rosso Honda                           | Scuderia Toro Rosso-Honda | STR14            | Honda        | P    | 23       | Alexander Albon    | 1–12    | Jamamoto Naoki                                     |
| Red Bull Toro Rosso Honda                           | Scuderia Toro Rosso-Honda | STR14            | Honda        | P    | 26       | Danyiil Kvjat      | 1–21    | Jamamoto Naoki                                     |
| ROKiT Williams Racing                               | Williams-Mercedes         | FW42             | Mercedes     | P    | 63       | George Russell     | 1–21    | Nicholas Latifi                                    |
| ROKiT Williams Racing                               | Williams-Mercedes         | FW42             | Mercedes     | P    | 88       | Robert Kubica      | 1–21    | Nicholas Latifi                                    |

### Pénteki tesztpilóták
Az alábbi táblázat azokat a tesztpilótákat sorolja fel, akik lehetőséget kaptak a szezon folyamán, hogy pénteki szabadedzéseken az autóba üljenek.
| Csapat            | Rajtszám | Pilóta          | Futam(ok)                                     | Forrás(ok)              |
| ----------------- | -------- | --------------- | --------------------------------------------- | ----------------------- |
| Williams-Mercedes | 40       | Nicholas Latifi | 7–8, 13, 18–20 (CAN, FRA, BEL, MEX, USA, BRA) | [ 111 ] [ 112 ] [ 113 ] |
| Toro Rosso-Honda  | 38       | Jamamoto Naoki  | 17 (JPN)                                      | [ 114 ]                 |

## Versenynaptár
A 2019-es sorozat egy héttel korábban indult mint 2018-ban, a szezonzáró futamra viszont a korábbiaknál valamivel később, december 1-jén került sor. A versenynaptárban ezt leszámítva egyetlen apró változás történt az előző szezonhoz képest: a mexikói és az amerikai nagydíj sorrendje felcserélődött. A versenyek számában és helyszíneiben egyéb számottevő változás nem történt. A kínai nagydíj volt a Formula–1 világbajnokságok történetének 1000. futama.
A hivatalos 2019-es versenynaptár:
| Verseny | Hivatalos név                                             | Nagydíj            | Pálya                              | Város        | Dátum          | Pályarajz     |
| ------- | --------------------------------------------------------- | ------------------ | ---------------------------------- | ------------ | -------------- | ------------- |
| 1       | Formula 1 Rolex Australian Grand Prix 2019                | Ausztrál nagydíj   | Albert Park Grand Prix Circuit     | Melbourne    | március 17.    | Melbourne     |
| 2       | Formula 1 Gulf Air Bahrain Grand Prix 2019                | Bahreini nagydíj   | Bahrain International Circuit      | Szahír       | március 31.    | Bahrein       |
| 3       | Formula 1 Heineken Chinese Grand Prix 2019                | Kínai nagydíj      | Shanghai International Circuit     | Sanghaj      | április 14.    | Sanghaj       |
| 4       | Formula 1 Socar Azerbaijan Grand Prix 2019                | Azeri nagydíj      | Baku City Circuit                  | Baku         | április 28.    | Baku          |
| 5       | Formula 1 Emirates Gran Premio de España 2019             | Spanyol nagydíj    | Circuit de Barcelona-Catalunya     | Barcelona    | május 12.      | Barcelona     |
| 6       | Formula 1 Grand Prix de Monaco 2019                       | Monacói nagydíj    | Circuit de Monaco                  | Monte-Carlo  | május 26.      | Monte-Carlo   |
| 7       | Formula 1 Pirelli Grand Prix du Canada 2019               | Kanadai nagydíj    | Circuit Gilles Villeneuve          | Montréal     | június 9.      | Montreal      |
| 8       | Formula 1 Pirelli Grand Prix de France 2019               | Francia nagydíj    | Circuit Paul Ricard                | Le Castellet | június 23.     | Paul Ricard   |
| 9       | Formula 1 myWorld Großer Preis von Österreich 2019        | Osztrák nagydíj    | Red Bull Ring                      | Spielberg    | június 30.     | Red Bull Ring |
| 10      | Formula 1 Rolex British Grand Prix 2019                   | Brit nagydíj       | Silverstone Circuit                | Silverstone  | július 14.     | Silverstone   |
| 11      | Formula 1 Mercedes-Benz Großer Preis von Deutschland 2019 | Német nagydíj      | Hockenheimring                     | Hockenheim   | július 28.     | Hockenheim    |
| 12      | Formula 1 Rolex Magyar Nagydíj 2019                       | Magyar nagydíj     | Hungaroring                        | Mogyoród     | augusztus 4.   | Mogyoród      |
| 13      | Formula 1 Johnnie Walker Belgian Grand Prix 2019          | Belga nagydíj      | Circuit de Spa-Francorchamps       | Spa          | szeptember 1.  | Spa           |
| 14      | Formula 1 Gran Premio Heineken d'Italia 2019              | Olasz nagydíj      | Autodromo Nazionale di Monza       | Monza        | szeptember 8.  | Monza         |
| 15      | Formula 1 Singapore Airlines Singapore Grand Prix 2019    | Szingapúri nagydíj | Marina Bay Street Circuit          | Szingapúr    | szeptember 22. | Szingapúr     |
| 16      | Formula 1 VTB Russian Grand Prix 2019                     | Orosz nagydíj      | Sochi International Street Circuit | Szocsi       | szeptember 29. | Szocsi        |
| 17      | Formula 1 Japanese Grand Prix 2019                        | Japán nagydíj      | Suzuka Circuit                     | Szuzuka      | október 13.    | Suzuka        |
| 18      | Formula 1 Gran Premio de México 2019                      | Mexikói nagydíj    | Autódromo Hermanos Rodríguez       | Mexikóváros  | október 27.    | Mexikóváros   |
| 19      | Formula 1 Emirates United States Grand Prix 2019          | Amerikai nagydíj   | Circuit of the Americas            | Austin       | november 3.    | Austin        |
| 20      | Formula 1 Heineken Grande Prêmio do Brasil 2019           | Brazil nagydíj     | Autódromo José Carlos Pace         | São Paulo    | november 17.   | São Paulo     |
| 21      | Formula 1 Etihad Airways Abu Dhabi Grand Prix 2019        | Abu-Dzabi nagydíj  | Yas Marina Circuit                 | Abu-Dzabi    | december 1.    | Abu-Dzabi     |

## A szezon menete

### Ausztrál nagydíj

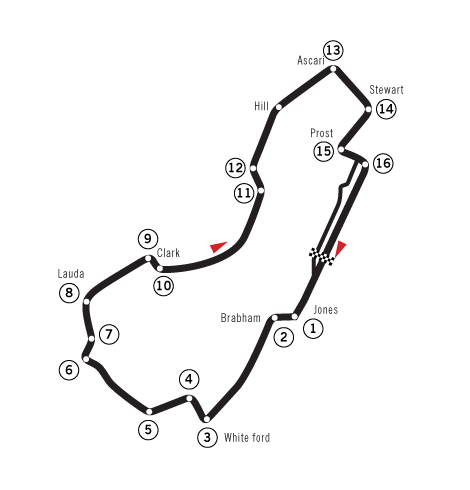
Melbourne Grand Prix Circuit

A szezon első versenyét, az ausztrál nagydíjat 2019. március 17-én rendezték meg az Albert Parkban, Melbourne-ben. A pályán egy kör 5,303 km, a verseny 58 körös volt.
A verseny előtt három nappal hunyt el Charlie Whiting, a Formula–1 versenyigazgatója.
A szezon első versenyét a címvédő Lewis Hamilton kezdhette az első rajtkockából, azonban a brit versenyzőt a rajt során megelőzte csapattársa, Valtteri Bottas. A mezőny hátsó felében több ütközés is történt, a hazai pályán immár a Renault színeiben induló Daniel Ricciardo autójának az első légterelő szárnya letört, miután egy egyenetlen útszakaszra hajtott. Az ausztrál pilóta a mezőny végére esett vissza, majd a 31. körben fel kellett adnia a futamot. A verseny 6. körében Bottas, Hamilton, Vettel, Verstappen, Leclerc, Magnussen, Grosjean, Hülkenberg, Räikkönen és az újonc Norris autózott a pontszerző helyeken. A 9. körben a Ferrarival első nagydíját teljesítő Leclerc hibázott és hagyta el a pályát, aminek következtében egyre jobban leszakadt az élmezőnytől. A 11. körben Sainz esett ki McLarenje motorhibája miatt, majd két körrel később Räikkönen kezdte meg a kerékcseréket. Az élmezőnyből először a 15. körben Vettel, majd egy körrel később Hamilton állt ki friss gumikért. Bottas a 24. körig maradt kinn a pályán, ekkor Verstappen vette át ideiglenesen az első helyet. A holland a 26. körben állt ki a bokszutcába, és az ötödik helyre tért vissza a versenybe. A mezőny középső harmadában Norris előzte meg Antonio Giovinazzit, és továbbra is versenyben volt a pontszerző pozíciókért. A 35. körben Bottas, Hamilton, Verstappen, Vettel, Leclerc, Gasly volt az első hat sorrendje. A Red Bull francia versenyzője kerékcseréjét követően beragadt a Toto Rossóval versenyző Kvjat mögé, akit egészen a leintésig hiába próbált megelőzni. Tizenöt körrel a futam vége előtt Bottas, Hamilton, Verstappen, Vettel, Leclerc, Magnussen, Hülkenberg, Räikkönen, Stroll, Kvjat volt a pontszerzők sorrendje. A futam hajrájában Verstappen került közelebb Hamiltonhoz, azonban nem tudta megtámadni a britet, míg a 4-5. helyen Leclerc bár utolérte Vettelt, a csapat utasítása szerint nem előzhette meg négyszeres világbajnok csapattársát. A futamot végül a leggyorsabb körért járó egy pontot is megszerző Bottas nyerte meg Hamilton és Verstappen előtt. Pontot szerzett még Vettel, Leclerc, Magnussen, Hülkenberg, Räikkönen, Stroll és Kvjat.
| Pozíció | #  | Pilóta          | Csapat/Motor   |
| ------- | -- | --------------- | -------------- |
| 1       | 77 | Valtteri Bottas | Mercedes       |
| 2       | 44 | Lewis Hamilton  | Mercedes       |
| 3       | 33 | Max Verstappen  | Red Bull-Honda |

### Bahreini nagydíj

Bahrain International Circuit

A szezon második versenye a bahreini nagydíj volt, amelyet 2019. március 31-én rendeztek meg Bahreinben, mesterséges fényviszonyok között. A pályán egy kör 5,412 km, a verseny 57 körös volt.
Leclerc pályafutása során először indulhatott az első rajtkockából, azonban a rajtot követően csapattársa, Vettel és a két pozíciót is javító Bottas is megelőzte. Az első körökben Verstappen és Sainz csatájában a spanyol versenyző defektet kapott, majd visszaesett a mezőny végére. Leclerc az elrontott rajtot követően előbb megelőzte Bottast, majd Vettelt is, és a 6. körben átvette a vezetést. Az első kerékcserék a futam 11. körében kezdődtek, az élmezőnyből először Leclerc majd Hamilton kapott új szett abroncsot a 14. körben. Egy körrel később Vettel is a bokszutcába hajtott, ekkor ismét a monacói állt a mezőny élére, míg a kerékcserés stratégiáját elnyújtó Ricciardo a 2. helyen autózott a Renault-val. A 16. körben Leclerc, Hamilton, Vettel volt az első három helyezett sorrendje. A 20. körben a címvédő brit hibázott a 15-ös kanyarban, így a német felzárkózott rá, majd három kör múlva megelőzte riválisát egy látványos manővert követően. A 25. körben Leclerc nyolc másodperces előnnyel vezetett, miközben a McLaren újonca, Lando Norris a hetedik helyen autózott, miután megelőzte Kimi Räikkönent. A kerékcserék második szakasza a 37. körben kezdődött, ekkor az élmezőnyből Hamilton, Leclerc és Vettel is új gumikra váltott. A két világbajnok újabb látványos csatát vívott a 2-3. helyen, Hamilton elment a német mellett, Vettel azonban hibázott, aminek következtében megpördült, visszaesett a mezőny középső felébe, majd sérült orrkúpja is letört, így ki kellett állnia a bokszutcába. A 41. körben Leclerc, Hamilton, Bottas, Verstappen, Hülkenberg, Vettel, Ricciardo, Norris, Räikkönen, Albon volt a pontszerzők sorrendje. Három körrel később az élen álló monacói egy rádióbeszélgetés során közölte versenymérnökével, hogy a motorral problémák adódtak, miközben tetemes előnye rohamosan kezdett elfogyni, 11 körrel a futam vége előtt. Leclerc több másodpercet vesztett a mögötte haladókkal szemben körönként, és nyolc körrel a vége előtt Hamilton, majd az 53. körben Bottas is megelőzte a Ferrari versenyzőjét, akire Verstappen is felzárkózott. Az 54. körben Ricciardo és Hülkenberg Reanult-ja is technikai hiba miatt állt meg, mindkét versenyző pontszerző helyről adta fel a versenyt. Pályára küldték a biztonsági autót, a mezőny így a biztonsági autó mögött fejezte be a versenyt. A futamot Hamilton nyerte Bottas és Leclerc előtt, pontot szerzett még Verstappen, Vettel, Norris, Räikkönen, Gasly, Albon és Pérez.
| Pozíció | #  | Pilóta          | Csapat/Motor |
| ------- | -- | --------------- | ------------ |
| 1       | 44 | Lewis Hamilton  | Mercedes     |
| 2       | 77 | Valtteri Bottas | Mercedes     |
| 3       | 16 | Charles Leclerc | Ferrari      |

### Kínai nagydíj

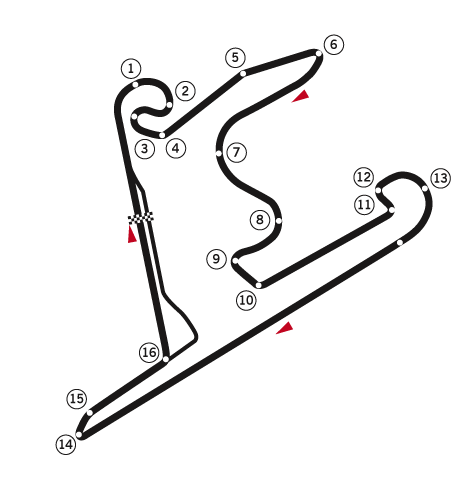
Sanghai International Circuit

A szezon harmadik versenye a kínai nagydíj volt, melyet 2019. április 14-én rendeztek meg Sanghajban. A pályán egy kör 5,451 km, a verseny 56 körös volt. Ez volt a Formula–1 világbajnokságok történetének 1000. nagydíja.
Az élről Bottas kezdhette meg a versenyt, azonban a rajtot követően csapattársa egyből átvette tőle a vezetést. A 3-4. helyről induló két Ferrari-pilóta is helyet cserélt egymással, Leclerc előzte meg Vettelt. A mezőny középső harmadában történt egy többszereplős koccanás, aminek következtében mindkét McLaren-versenyző, Norris és Sainz is a mezőny végére esett vissza, míg Kvjatot később a versenyigazgatóság büntette a történtek előidézéséért. Rövid virtuális biztonsági autós szakaszt követően a 10. körben Hamilton már kezdett előnyt szerezni a második Bottas elől, miközben a harmadik helyen haladó Leclerc ultimátumot kapott a csapatvezetéstől, hogy engedje el négyszeres világbajnok csapattársát, aki a vezetőség szerint gyorsabb volt a monacóinál. Az élmezőnyből először Verstappen állt ki a 18. körben kereket cserélni, majd egy körrel később Vettel is új gumikat kapott. A 21. körben a német és a holland a pályán látványos csatát vívtak Verstappen bátor előzési manővere után, azonban a sorrend nem változott kettőjük közt. Bottas a 22., Hamilton a 23. körben cserélt kerekeket, csakúgy mint Leclerc. Az élmezőnyben ezt követően sem és a második bokszutcai kiállások alkalmával sem történt jelentős változás. Leclerc átmenetileg ugyan fellépett a két Mercedes közé, azonban stratégiailag hátrányban volt velük szemben, ezért előbb Bottas, majd a 43. körben Vettel is elment mellette, miután csapata másodjára is arra utasította, engedje el a németet. Tíz körrel a futam vége előtt Hamilton, Bottas, Vettel, Verstappen, Leclerc, Gasly, Ricciardo, Pérez, Räikkönen és Albon autózott pontszerző helyen. A futam hajrájában még a friss lágy abroncsokra váltó Gasly megfutotta az egy plusz pontot érő leggyorsabb kört a versenyben, de a sorrend már nem változott. A Formula–1 történetének 1000. versenyét Hamilton nyerte Bottas és Vettel előtt. Pontot szerzett még Verstappen, Leclerc, Gasly, Ricciardo, Pérez, Räikkönen és Albon.
| Pozíció | #  | Pilóta           | Csapat/Motor |
| ------- | -- | ---------------- | ------------ |
| 1       | 44 | Lewis Hamilton   | Mercedes     |
| 2       | 77 | Valtteri Bottas  | Mercedes     |
| 3       | 5  | Sebastian Vettel | Ferrari      |

### Azeri nagydíj

Baku City Circuit

A világbajnokság negyedik futama az azeri nagydíj volt, amelyet 2019. április 28-án rendeztek meg Bakuban, a városi Baku City Circuit versenypályán. A versenypályán egy kör 6,006 km, a verseny 51 körös volt.
Az első sorból rajtoló két Mercedes versenyző a rajtot követően több kanyaron át harcolt az első pozícióért, azonban végül a pole-pozícióból rajtoló Bottas megtartotta vezető helyét Hamiltonnal szemben, majd fokozatosan ellépett csapattársa elől. Az időmérő edzésen az autóját összetörő és (a két Sauber-pilóta hátrasorolása miatt) csak a 8. helyről induló Leclerc megkezdte a felzárkózást, a 7. körben Leclerc már az ötödik, míg előtte Verstappen a negyedik volt, mindketten Pérezt előzték meg. A 10. körben a monacói megelőzte a hollandot, és fellépett a negyedik helyre. Eközben megkezdődtek a kerékcserék, az élmezőnyből először a 12. körben állt ki a harmadik Vettel, majd egy körrel később a második Hamilton. Leclerc átvette a vezetést miután Bottas is a bokszutcába hajtott, azonban hiába próbálták meg elnyújtani az ő első etapját, abroncsai rohamosan vesztettek tapadásukból, ezért előnye egyre fogyott a mögötte autózókkal szemben. A futam felénél Leclerc, Bottas, Hamilton, Vettel, Verstappen, Gasly, Pérez, Norris, Sainz és Kvjat volt a pontszerzők sorrendje. A 31. körre az első három versenyző egy másodpercen volt az előtte lévőhöz képest, Bottas Leclerc-t, Hamilton Bottast támadta. A 33. körben Ricciardo tévesztette el az egyik kanyart, majd ezt követően nekitolatott Kvjatnak, és mindketten fel kellett, hogy adják a versenyt. Leclerc a 35. körben állt ki kereket cserélni, és a hatodik helyre állt vissza. A monacói végül még egy alkalommal kiállt szuperlágy abroncsokért, amin megfutotta a plusz pontot érő leggyorsabb kört, de csak az ötödik helyre tudott felzárkózni. A futam utolsó köreiben ugyan Hamilton támadta az élen autózó Bottast, de előzni nem tudott, így a versenyt Bottas nyerte csapattársa és Vettel előtt. Pontot szerzett még Verstappen, Leclerc, Pérez, Sainz, Norris, Stroll és Räikkönen.
| Pozíció | #  | Pilóta           | Csapat/Motor |
| ------- | -- | ---------------- | ------------ |
| 1       | 77 | Valtteri Bottas  | Mercedes     |
| 2       | 44 | Lewis Hamilton   | Mercedes     |
| 3       | 5  | Sebastian Vettel | Ferrari      |

### Spanyol nagydíj

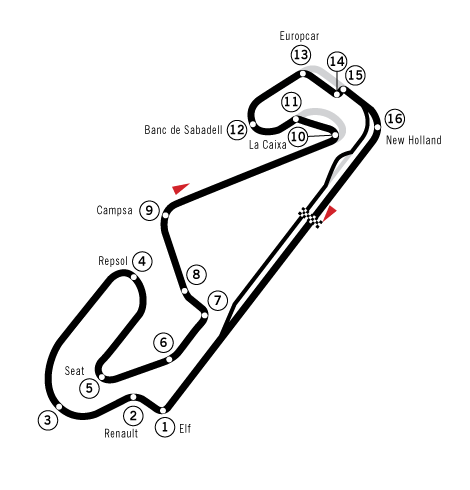
Circuit Catalunya

A világbajnokság ötödik versenyét, a spanyol nagydíjat 2019. május 12-én, Barcelonában rendezték meg. A pálya hossza 4,655 km, a verseny 66 körös volt.
A rajtot követően az élről induló Bottast meglökte a harmadikról rajtoló Vettel, így a finn versenyző mellett el tudott menni csapattársa, Hamilton, aki így átvette a vezetést. Vettel a negyedik helyre csúszott vissza, Verstappen lépett fel a harmadik pozícióba. Vettel ezt követően a gumijaira panaszkodott, miközben folyamatosan zárkózott fel rá csapattársa, Leclerc. A monacói pilóta gyorsabb volt a németnél, a 11. körben a csapat utasítása szerint Vettel el is engedte, miközben az élen Hamilton már négy másodperchez közeli előnyt autózott ki a mögötte autózókkal szemben. A 10. körben Hamilton, Bottas, Verstappen, Leclerc, Vettel, Gasly, Grosjean, Magnussen, Kvjat és Albon volt a pontszerzők sorrendje. Vettel a 20. körben cserélt kerekeket, egy körrel később pedig Verstappen is a bokszutcába hajtott új abroncsokért. A 28. körben az élmezőnyből utolsóként az élen álló Hamilton cserélte le gumijait és az élre állt vissza. A verseny ezen szakaszában az egymást követő két Ferrari-pilóta közül Vettel volt a gyorsabb, akit a 37. körben Leclerc elengedett, ezúttal is a csapatutasításnak megfelelően. A Toro Rosso versenyzői erős versenyt futottak, a 38. körben Kvjat előzte meg Magnussent, és lépett fel a 8. helyre, míg Albon Hülkenberget megelőzve vette át a 10. pozíciót. A 41. körben Vettel újra a bokszutcába hajtott kerékcserére, és az ezt követő körökben az élmezőny tagjai sorban megejtették második bokszkiállásukat. A 46. körben Stroll és Norris ütközött össze, aminek következtében be kellett küldeni a pályára a biztonsági autót. A biztonsági autó az 52. körben állt ki a mezőny elől, ekkor Hamilton, Bottas, Verstappen, Vettel, Leclerc, Gasly, Magnussen, Grosjean, Sainz és Kvjat volt az első tíz sorrendje. A verseny utolsó harmadában lényeges változás nem történt, egyedül a többször is hibázó Grosjeant előzte meg Sainz és Kvjat. A futamot Hamilton nyerte Bottas és Verstappen előtt. Pontot szerzett még Vettel, Leclerc, Gasly, Magnussen, Sainz, Kvjat és Grosjean.
| Pozíció | #  | Pilóta          | Csapat/Motor   |
| ------- | -- | --------------- | -------------- |
| 1       | 44 | Lewis Hamilton  | Mercedes       |
| 2       | 77 | Valtteri Bottas | Mercedes       |
| 3       | 33 | Max Verstappen  | Red Bull-Honda |

### Monacói nagydíj

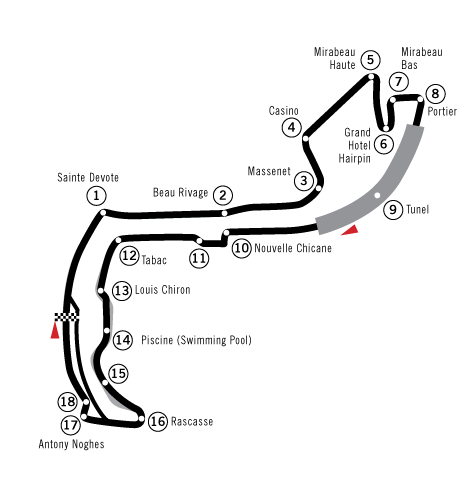
Circuit de Monaco

A világbajnokság hatodik versenyét, a monacói nagydíjat 2019. május 26-án, a monacói utcai pályán rendezték meg. A pályán egy kör 3,340 km, a verseny 78 körös volt.
A rajt előtt a versenyzők és a Formula–1 többi résztvevője egy perces néma csenddel búcsúztak a héten korábban elhunyt Niki Laudától.
A nagydíjat Hamilton kezdhette az élről, mellőle csapattársa, Bottas rajtolt. A mezőny incidens nélkül tette meg az első kört, az élmezőnyben nem történt helycsere, csupán Verstappen támadta Bottast, de megelőzni nem tudta a finn versenyzőt. Az első körökben Leclerc kényszerült felzárkózásra, miután a Ferrari szombati hibája miatt csak a 15. rajtkockából indulhatott. Grosjeant még meg tudta előzni, de Hülkenberg autójával összeütközött, aminek következtében defektet kapott, a szétszakadó abroncs pedig tönkretette az autója padlólemezét, ezen felül rengeteg törmeléket hagyott a pályán, így be kellett küldeni a biztonsági autót. Ezt kihasználva a mezőny jelentős része a bokszba hajtott letudni a kerékcseréjét, így tett Hamilton, Bottas, Verstappen és Vettel is. A kerékcseréket gond nélkül lebonyolították, ám a kiengedésnél Verstappen Bottas mellé érkezett vissza, autóik összeértek, amitől a finn pilóta defektet kapott, és a következő körben ismét kerékcserére kényszerült, így Verstappen és Vettel mögé esett vissza a 4. pozícióba. Verstappent később vétkesnek találták a sportfelügyelők, és 5 másodperces időbüntetést róttak ki a holland versenyzőre. Eközben Leclerc autója a sérülés következtében vezethetetlenné vált, így a monacói versenyző néhány körrel később a bokszba hajtott, és feladta hazai futamát. A 16. körben Giovinazzi forgatta ki Kubica autóját a mezőny hátsó felében a Rascasse-kanyarban, aminek következtében kisebb dugó alakult ki a pályán, ám végül mindketten folytatni tudták a versenyt, bár Giovinazzi 10 másodperces időbüntetést kapott, amivel a legutolsó helyre esett vissza, és ott is maradt a verseny végéig. Az élen állandósult a sorrend, 5 másodperces büntetése tudatában a második helyen haladó Verstappen támadta a versenyben vezető Hamiltont, aki a verseny féltávja környékén egyre inkább panaszkodni kezdett gumiabroncsai állapotára. Mögöttük Vettel és Bottas haladt, de támadni senki sem tudta komolyabban az előtte autózót. A mezőny hátsó felében Räikkönen Strollal, az 5. helyről rajtoló, majd komolyan visszaeső Magnussen pedig Pérezzel csatázott, a dán és a kanadai pilóta is vitatható manővereket hajtott végre, amiért mindkettőjüket büntették 5 másodpercre, ahogyan a bokszutca záróvonalát átvágó Grosjean is kapott ugyanennyit. Ezután érdemi változás már nem történt a sorrendben, az élen Hamiltont Verstappen folyamatosan nyomás alatt tartotta, de megelőzni nem tudta, így a fiatal holland a második helyen futott be az abroncsaival a verseny nagy része folyamán küszködő brit világbajnok mögött, azonban végül nem állhatott a dobogóra korábbi 5 másodperces büntetése miatt, amelyet – lévén nem volt már több kerékcseréje – utólag írtak az idejéhez. Ezzel visszaesett a negyedik helyre, a második helyet a mögötte befutó Vettel örökölte meg, a dobogó legalsó fokára pedig Bottas állhatott. Pontot szerzett még továbbá a verseny leggyorsabb körét kétszer is megfutó Gasly, Sainz, Kvjat, Albon, Ricciardo és Grosjean.
A futam után Hamilton Niki Lauda emlékének ajánlotta győzelmét, ahogyan Vettel is megemlékezett a háromszoros osztrák világbajnokról.
| Pozíció | #  | Pilóta           | Csapat/Motor |
| ------- | -- | ---------------- | ------------ |
| 1       | 44 | Lewis Hamilton   | Mercedes     |
| 2       | 5  | Sebastian Vettel | Ferrari      |
| 3       | 77 | Valtteri Bottas  | Mercedes     |

### Kanadai nagydíj

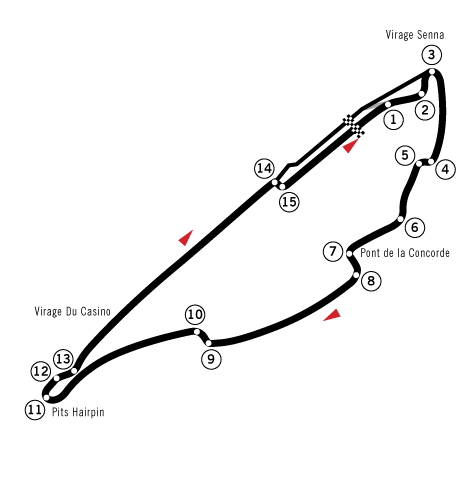
Circuit Gilles Villeneuve

A világbajnokság hetedik futamát, a kanadai nagydíjat 2019. június 9-én rendezték meg Montréalban. A versenypályán egy kör 4,361 km, a verseny 70 körös volt.
Az élről rajtoló Vettel megtartotta pozícióját a rajtot követően, csakúgy, mint a mellőle rajtoló Hamilton. A brit versenyzőt ugyan Leclerc egy alkalommal megpróbálta megelőzni, azonban a címvédő előnyösebb pozícióban volt, így nem történt helycsere. A negyedik helyről rajtoló Ricciardo és az ötödikként induló Gasly szintén megtartotta az időmérő edzésen bravúrosan megszerzett helyét. A mezőny középső részében Albon szenvedett kisebb balesetet, miután Pérez és Giovinazzi ütközött egymással, és a thai-brit versenyző nem tudta elkerülni a karambolt. Albon folytatni tudta a versenyt miután a a bokszutcában új orrkúpot és gumiabroncsokat kapott. A 10. körben Norris feladta a futamot, miután eltört McLarenjének a hátsó tengelye. A 15. körben Vettel, Hamilton, Leclerc, Hülkenberg, Bottas, Verstappen, Ricciardo, Stroll, Gasly és Giovinazzi volt a pontszerzők sorrendje. Az élen álló hármas tagjai közül először Vettel kapott új gumikat a 27. körben, őt Hamilton két körrel később követte. Egy ideig így Leclerc vezette a futamot, de miután a monacói is a bokszutcába hajtott, visszaállt hármójuk közt az eredeti sorrend, igaz ehhez a monacóinak a kiállását követően meg kellett előznie Verstappent, aki elnyújtott gumitaktikával versenyzett, miután az előző napi időmérő edzésen a csapat hibás taktikájának következtében csak a mezőny középső harmadából rajtolhatott el. A futam középső harmadában Vettel és Hamilton között érdemben nem változott a távolság, a brit a 46. körben azonban egy másodpercen belülre ért a némethez, akit így DRS-sel támadhatott. A 48. körben Vettel nagyot hibázott amikor lesodródott a pályáról a 4-es kanyarban, és miközben visszatért a pályára, majdnem összeakadt Hamiltonnal, akit kevés híján nekiszorított a pályát szegélyező betonfalnak. A sportfelügyelők azonnal vizsgálni kezdték az esetet, majd az 58. körben 5 másodperces időbüntetést róttak ki a Ferrari versenyzőjére. A futam hajrájában nem történt változás, az utolsó körök előtt friss abroncsokra váltó Bottas megfutotta a plusz egy pontot érő leggyorsabb kört, míg a 64. körben Albon adta fel a versenyt. A kanadai nagydíjat, bár Vettelt intette le elsőként a kockás zászló, Hamilton nyerte a német és Leclerc, valamint Bottas előtt. Pontot szerzett még Verstappen, Ricciardo, Hülkenberg, Gasly, Stroll és Kvjat. A futamot követően a Ferrari fellebbezést nyújtott be a Nemzetközi Automobil Szövetséghez, de a verseny végeredménye nem változott, miután az FIA elutasította azt.
| Pozíció | #  | Pilóta           | Csapat/Motor |
| ------- | -- | ---------------- | ------------ |
| 1       | 44 | Lewis Hamilton   | Mercedes     |
| 2       | 5  | Sebastian Vettel | Ferrari      |
| 3       | 16 | Charles Leclerc  | Ferrari      |

### Francia nagydíj

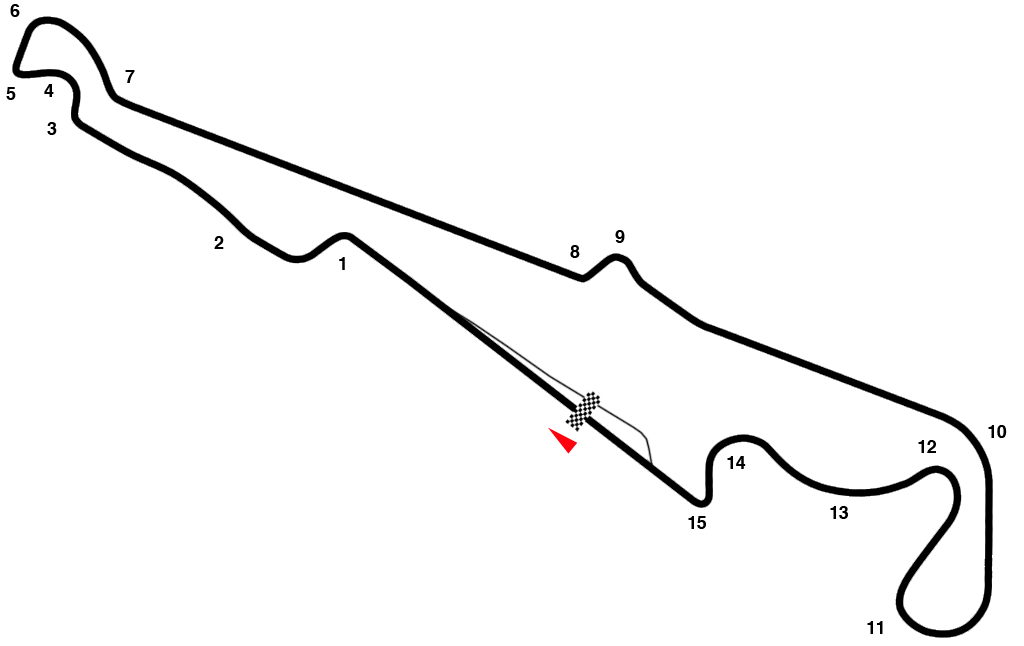
Circuit Paul Ricard

A világbajnokság nyolcadik futama a francia nagydíj volt, amelyet 2019. június 23-án rendeztek meg Le Castelletben, a Circuit Paul Ricard versenypályán. A versenypályán egy kör 5,842 km, a verseny 53 körös volt.
A rajtot követően nem történt változás az élen, Hamilton a pole-ból indulva meg tudta tartani a vezető helyét, csakúgy, mint csapattársa, Bottas és a harmadik helyről rajtoló Leclerc. Verstappen szintén megtartotta negyedik helyét a nagyszerű időmérős eredményt elérő McLaren két versenyzőjével, Sainz-cal és Norrissal szemben. A hetedik rajtkockából induló Vettel a 7. körben Sainz és Norris megelőzésével fellépett az 5. pozícióba. A 10. körben Pérez kapott 5 másodperces büntetést, miután korábban szabálytalanul szerzett előnyt azzal, hogy elhagyta a pályaívet. A futam első harmadában a mezőny hátsó taktusában folyt csata a helyezésekért, az élen nem történt változás. A 21. körben Verstappen állt ki először az 5. helyről friss abroncsokért, majd őt a 24. körben Bottas követte. Hamilton a 25. körben hajtotta végre az egyetlen bokszkiállását, és kerékcseréjét követően is visszaállt a vezető helyre. Miután a 26. körben Vettel is kereket cserélt, a 30. körben Hamilton, Bottas, Leclerc, Verstappen, Vettel, Räikkönen, Hülkenberg és Stroll volt az első nyolc sorrendje. A futam középső harmadában sem történt érdemi változás a helyezéseket illetően, tíz körrel a verseny vége előtt Hamilton előnye 12,7 másodperc volt az első helyen autózva. A 47. körben a hazai pályán versenyző Grosjean adta fel a futamot, ő volt a francia nagydíj egyetlen kiesője. Egy körrel a leintés előtt Vettel a bokszutcába hajtott friss lágy gumikért, majd megfutotta a futam leggyorsabb körét, ami plusz egy pontot ért a számára. A versenyt Hamilton nyerte Bottas és Leclerc előtt, pontot szerzett még Verstappen, Vettel, Sainz, Ricciardo, Räikkönen, Hülkenberg és Norris. A futamot követően Ricciardo 5 másodperces időbüntetést kapott, amiért pályaelhagyással előnyt szerzett, illetve további 5 másodpercet kapott a pályára történő veszélyes visszatérésért. A két büntetéssel az ausztrál versenyző a 11. pozícióba csúszott vissza, így a mögötte célba érők egy helyet előre léptek.
| Pozíció | #  | Pilóta          | Csapat/Motor |
| ------- | -- | --------------- | ------------ |
| 1       | 44 | Lewis Hamilton  | Mercedes     |
| 2       | 77 | Valtteri Bottas | Mercedes     |
| 3       | 16 | Charles Leclerc | Ferrari      |

### Osztrák nagydíj

Red Bull Ring

A világbajnokság kilencedik futamát, az osztrák nagydíjat 2019. június 30-án rendezték meg Spielbergben. A versenypályán egy kör 4,326 km, a verseny 71 körös volt.
A rajtot követően a pole-pozícióból induló Leclerc megtartotta első helyét, azonban a második rajtkockában Verstappen autója lefulladt, és többen is megelőzték, a holland a hetedik helyre esett vissza. A kilencedik pozícióból induló Vettel a 6. helyre lépett előre. A 3. körben a McLaren újonc versenyzője, Norris megpróbálta megelőzni honfitárást, Hamiltont a 3-4. helyen, azonban az ötszörös világbajnok visszaverte a támadást. A 6. körben Vettel már a negyedik helyen autózott, miután megelőzte Norrist és Räikkönent. A 12. körben Leclerc 3 és fél másodperces előnnyel vezetett, miközben Verstappen egyre jobban felzárkózott az élmezőnyhöz több látványos előzést is bemutatva és a verseny addigi leggyorsabb körét megfutva. A kerékcserék sora az élmezőnyben a 22. körben kezdődött, ekkor Bottas és Vettel hajtott a bokszutcába, utóbbi veszített néhány másodpercet, mert csapata nem készítette ki időben az abroncsokat számára. Az élen álló Leclerc egy körrel később kapott új abroncsokat. Hamilton ideiglenesen így átvette a vezetést a versenyben, de a 31. körben neki is ki kellett állnia a kerékcseréjére, ráadásul autója is sérült, az első terelőszárnyat le is kellett cserélni a Mercedesen. A brit versenyző a következő körökben is folyamatosan panaszkodott a csapatrádión, miután az orrkúpcsere után sem tudta tartani az élen haladók tempóját. A 48. körre Verstappen teljesen felzárkózott a harmadik helyen autózó Vettelre, és bár a Ferrari versenyzője keményen védekezett, a holland megelőzte egy bátor manőverrel, és fellépett a képzeletbeli dobogóra. Verstappen ezt követően folyamatosan dolgozta le hátrányát a második Bottasszal szemben, majd az 58. körben a finn versenyzőt is megelőzte. A 67. körre a hazai futamát teljesítő Red Bull pilótája utolérte az élen álló Leclercet. Ezt követően látványos csata alakult ki a két fiatal versenyző közt, a 69. azonban Verstappen átvette a vezetést, igaz előzési manővere közben véleményes módon csukta rá az ívet a pályán kívülre szoruló monacóira. Mindeközben Vettel a negyedik helyért folyó csatában megelőzte Hamiltont. A futamot Verstappen nyerte Leclerc és Bottas előtt, pontot szerzett még Vettel, Hamilton, Norris, Gasly, Sainz, Räikkönen és Formula–1-es pályafutása során először Giovinazzi is. A sportfelügyelők a leintés után vizsgálni kezdték Verstappen Leclerc elleni előzési manőverének szabályosságát. Többórás tanácskozást követően a felügyelőtestület szabályosnak találta a holland pilóta előzését, így a Red Bull versenyzője megtarthatta győzelmét.
| Pozíció | #  | Pilóta          | Csapat/Motor   |
| ------- | -- | --------------- | -------------- |
| 1       | 33 | Max Verstappen  | Red Bull-Honda |
| 2       | 16 | Charles Leclerc | Ferrari        |
| 3       | 77 | Valtteri Bottas | Mercedes       |

### Brit nagydíj

Silverstone Circuit

A tizedik versenyt, a brit nagydíjat Silverstone-ban rendezték meg 2019. július 14-én. A pályán egy kör 5,891 km, a verseny 52 körös volt.
A pole-pozícióból rajtoló Bottas az indulást követően is megtartotta vezető helyét csapattársával, Hamiltonnal szemben, ahogy a 3-4. helyen sem történt változás. Az első körben a 6. rajtkockából startoló Vettel előzte meg Gaslyt, míg a nyolcadik helyről rajtoló Norris Ricciardo mellett ment el. Ugyanebben a körben a két Haas-versenyző, Magnussen és Grosjean ütközött egymásnak, aminek következtében később mindketten feladták a versenyt. A 4. körben Bottas és Hamilton vívott látványos csatát az élen, és bár a hazai pályán versenyző brit megelőzte csapattársát, a finn egyből vissza is vette a pozícióját. A 11. körre a harmadiktól a hatodik helyig a Leclerc, Verstappen, Vettel, Gasly négyes tagjai érték utol és támadták egymást. A holland versenyző többször is megpróbált elmenni a monacói mellett, aki azonban látványos manőverekkel védte pozícióját. A 12. körben Gasly megelőzte Vettelt, míg Leclerc és Verstappen egyszerre hajtott ki a bokszutcába, ahol Verstappen megelőzte Leclerc-t a gyorsabb kerékcseréjének köszönhetően. Utóbbi egyből visszatámadt, és meg is előzte riválisát, visszavéve a harmadik helyet. Bottas a 17. körben állt ki kerékcserére az élről. Három körrel később Giovinazzi csúszott ki a kavicságyba, aminek következtében a szervezők beküldték a biztonsági autót. Ezt többen is kihasználták és letudták a kiállásukat, Hamilton pedig jelentős előnyre tett így szert, és átvette a vezetést Bottastól, míg Leclerc visszaesett a hatodik helyre. A biztonsági autó a 25. körben állt ki a mezőny elől. Ezt követően Hamilton fokozatosan ellépett az élen, miközben Leclerc a 36. körben megelőzte Gaslyt, és előrelépett az 5. helyre. Vettel és Verstappen több körön át tartó látványos csatát vívtak egymással, a 38. körben a holland megelőzte a németet, aki azonban visszatámadáskor belehajtott hátulról a Red Bull versenyzőjébe. A Ferrari több helyen sérült, letört az orrkúpja is, emiatt Vettel a bokszutcába hajtott, és visszaesett a 17. helyre. Verstappen az ötödik pozícióban haladva kevésbé sérült autóval folytatta a futamot. Vettel nem sokkal később 10 másodperces időbüntetést kapott a sportfelügyelőktől. A verseny utolsó köreiben az élmezőnyben nem történt változás, Hamilton rekordot jelentő hatodik alkalommal nyerte meg a brit nagydíjat, megelőzve Bottast és Leclerc-t. Pontot szerzett még Gasly, Verstappen, Sainz, Ricciardo, Räikkönen, Kvjat és Hülkenberg.
| Pozíció | #  | Pilóta          | Csapat/Motor |
| ------- | -- | --------------- | ------------ |
| 1       | 44 | Lewis Hamilton  | Mercedes     |
| 2       | 77 | Valtteri Bottas | Mercedes     |
| 3       | 16 | Charles Leclerc | Ferrari      |

### Német nagydíj

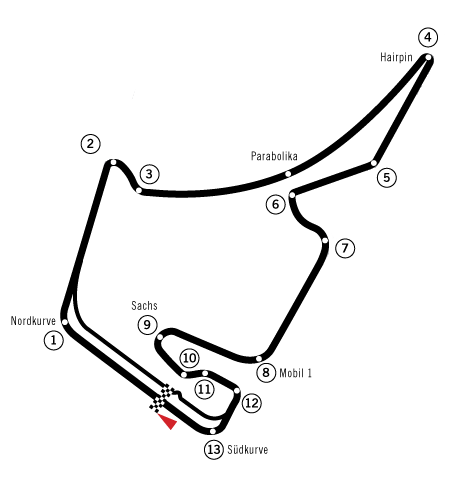
Hockenheimring

Az évad tizenegyedik versenyét, a német nagydíjat 2019. július 28-án rendezték meg a Hockenheimringen. A pályán egy kör 4,574 km, a verseny az eredetileg tervezett 67 helyett 64 körös volt.
A biztonsági autó mögött indult el a verseny. Négy felvezető kör után engedték el a vizes pályán autózó mezőnyt. A két Mercedes megőrizte a vezetést, Räikkönen egy erős rajtnak köszönthetően a harmadik helyre zárkózott fel. Verstappen a vizes körülmények között egy rossz rajtot követően több pozíciót is vesztett. Vettel, aki egy műszaki hiba végett csak a mezőny végéről vághatott neki a viadalnak egészen a 14. helyig zárkózott fel rövid időn belül. A körülmények első áldozata Pérez volt, aki kipördült a pályáról, és a pálya melletti gumifalnak ütközött. Mindössze két kör után a biztonsági autó ismét a mezőny elé állt. A versenyzők nagy része a bokszba hajtott köztes esős (intermediate) abroncsokért, két versenyző azonban a pályán maradt; Magnussen és Stroll, akik így az élmezőnybe kerültek. Ezt a helyezést nem tartották sokáig, ugyanis a zöld jelzést követően az élmezőny hamar megelőzte őket. A kört követően Hamilton volt az élen, őt követte csapattársa Bottas és Verstappen. Leclerc és Nico Hülkenberg követte az első hármast, Vettel már a nyolcadik pozícióban autózott. Pierre Gasly egy hiba következtében az utolsó helyig esett vissza, Daniel Ricciardo pedig a 15. körben esett ki technikai probléma miatt, miután felrobbant a motorja. Ezt követően virtuális biztonsági autós szakasz lépett érvénybe, azonban rövidsége miatt csak Leclerc és Hülkenberg ment be a bokszba intermediate abroncsokért. Leclerc vizsgálat alatt állt a legelső bokszkiállása miatt, azonban nem ő, hanem a Ferrari kapott - mint később kiderült - pénzbüntetést, miután veszélyesen engedték ki a monacóit a kerékcseréjét követően. A körülmények javultak, a pálya egyre szárazabb lett, így a versenyzők használhatták a DRS-t. Verstappen támadásba lendült Bottas ellen, azonban az előzés közben megcsúszott, ezzel értékes másodperceket veszítve leszakadt a Mercedes versenyzőjétől. Leclerc folyamatosan gyorsabb volt mezőnynél, friss abroncsai hatására körönként három másodpercet dolgozott le Verstappenel szemben, azonban ez a stratégiai előny nem tartott sokáig. A javuló körülményekre először Magnussen reagált a 23. körben. A lágy abroncsokkal hamar felvette az élmezőny tempóját, ezt követően pedig Vettel és Verstappen is új gumikat kapott. Lando Norris műszaki hibája miatt újabb VSC-szakasz következett. A bokszkiállások sokaságából Leclerc jött ki a legjobban, és Verstappen kipörgését követően már a második helyen haladt. A monacói hibázott az utolsó előtti kanyarban, ezzel a kavicságyba elásva Ferráriját, újabb biztonsági autós periódust előidézve. Hamilton ugyanott forgott ki pár körrel később, ő azonban visszatért a pályára, és szabálytalanul a bokszutcába hajtott, ahol rengeteg időt vesztett az elő nem készített abroncsok és a sérült autója miatt. A szabály megsértéséért később öt másodperces időbüntetést kapott. A pálya újra nedvesebbé vált, ezért mindenki köztes esős (intermediate) abroncsokra váltott. A versenyt vezető Bottas rengeteg időt vesztett azáltal, hogy nem tudott csapattársa miatt azonnal a bokszba hajtani, ezzel a harmadik helyre esett vissza a kiállásokat követően. Verstappen vezette a versenyt Hülkenberg mögött, Alexander Albon a negyedik helyen találta magát, Hamilton az ötödik volt. Az újraindítást követően Verstappen megőrizte a vezetést, és kilenc másodperces előnyt szerzett Bottasszal szemben. Nem sokkal később két versenyző is hibázott az utolsó előtti kanyarban. Räikkönen vissza tudott térni a pályára, viszont a harmadik helyen autózó Hülkenbergnek nem sikerült, ezért a biztonsági autóra ismét a pályára hajtott. Előnyének köszönhetően Verstappen az élre tért vissza a pályára friss intermediate abroncsokkal a két Mercedes elé. A 46. körben a holland ismét ellépett üldözőitől, a harmadik helyért azonban egy négy szereplős harc alakult ki. Hamiltont Albon támadta, Sainz és Gasly pedig szorosan követte őket, végül a spanyol megelőzte a thaiföldit. A pálya ismét száradni kezdett, a verseny végéig pedig nem vártak újabb csapadékot, ezért sokan a bokszba mentek száraz keverékekért. A zöld zászlót követően Stroll vezetett, ő a biztonsági autó alatt teljesítette a bokszkiállását. Előnye azonban nem tartott sokáig, miután Verstappen megelőzte őt pár kanyarral később. Szintén a kedvező bokszutcai stratégia miatt Kvjat a harmadik helyen autózott a Toro Rossóval, míg Hamilton büntetését követően a 12. helyre esett vissza. A verseny utolsó köreiben hibázott mindkét Mercedeses versenyző, az első kanyarban először Hamilton, körökkel később pedig Bottas csúszott ki. Utóbbinak fel kellett adni a küzdelmet, előbbi folytathatta a versenyt, de hibáját követően az utolsó helyen találta magát. Újabb biztonsági autós szakasz következett. Az 59. körben újraindították a versenyt, Verstappen, Kvjat, Stroll, Sainz és Vettel követte egymást az élen. A kockás zászlót Verstappen látta meg elsőként, ezzel szezonbeli második, karrierje során pedig a hetedik győzelmét aratta. Vettel a 20. helyről rajtolva a második helyen végzett, őt követte az orosz Kvjat, aki pályafutása során harmadik dobogós helyét szerezte meg. A további pontszerzők Stroll, Sainz, Albon, Räikkönen, Giovinazzi, Grosjean és Magnussen voltak. A két Alfa Romeót az FIA vizsgálat alá helyezte a futamot követően. A szövetség elmondta, a vizsgálat mindkét versenyzőt érinti, mivel úgy látják, a csapat véthetett a Sportszabályzat 21.1 cikkelye, valamint a Technikai Szabályzat 9. cikkelye ellen. A két versenyző 30 másodperces időbüntetést kapott, így Hamilton és a Williams első pontját szerző Kubica lépett előre pontszerző helyre.
| Pozíció | #  | Pilóta           | Csapat/Motor     |
| ------- | -- | ---------------- | ---------------- |
| 1       | 33 | Max Verstappen   | Red Bull-Honda   |
| 2       | 5  | Sebastian Vettel | Ferrari          |
| 3       | 26 | Danyiil Kvjat    | Toro Rosso-Honda |

### Magyar nagydíj

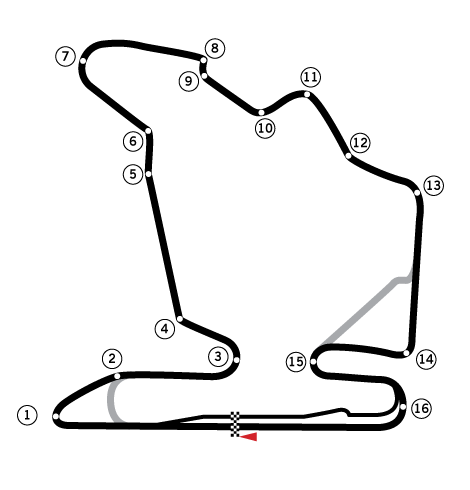
Hungaroring

A világbajnokság tizenkettedik futamát, a magyar nagydíjat 2019. augusztus 4-én rendezték meg a Hungaroringen, Mogyoródon. A pályán egy kör 4,381 km, a verseny 70 körös volt.
A pályafutása során először az első rajtkockából induló Verstappen a rajtot követően megtartotta vezető helyét, Hamilton azonban megelőzte csapattársát, Bottast. A finn versenyző még egy pozíciót veszített, miután Leclerc is megelőzte. A két versenyző autója egy pillanatra összeért, aminek következtében Bottas Mercedesének első vezető szárnyának jobb eleje megsérült, ennek következtében pedig a 6. körben ki kellett állnia a bokszba és visszaesett a mezőny végére. A 10. körben vált biztossá, hogy kettőjük esetét a versenyfelügyelő bizottság nem vizsgálja. Az élen Verstappen vezetett Hammilton előtt, ők ketten hamar jelentősebbnek mondható előnyt építettek ki a Ferrari két pilótájával szemben. Bottas eközben megkezdte a felzárkózást, a 13. körben Kubicát és Giovinazzit is megelőzte, és fellépett a 18. helyre. A 16. körben Pérez és Hülkenberg vívott kemény csatát a pontszerző 10. helyért. A 19. körben a Toro Rosso két versenyzője, Kvjat és Albon vívott több kanyaron át látványos és sportszerű csatát, amelyet végül az előző nagydíjon harmadik orosz versenyző nyert meg. Az időközben folyamatosan a leggyorsabb köröket autózó Hamilton a 24. körre DRS-távolságra közelítette meg Verstappent, de a holland kivédekezte a több körön át tartó támadást, majd a bokszutcába hajtott friss abroncsokért. A brit versenyző öt körrel később, a 32. körben kapott új gumikat, majd a 37. körre újra utolérte Verstappent, akinek újra védekeznie kellett a címvédővel szemben. Hamilton a 39. körben nagyon közel került az előzéshez, azonban az ezt követő körökben lassított tempójából, és a lágyabb keverékű gumijainak hatékonysága is visszaesett. Bottas a 48. körben hajtott újra a bokszba, míg Hamilton a 49. körben újra DRS-távolságban követte Verstappent. Mivel előznie nem sikerült, újból kereket cseréltek a britnek, aki a verseny utolsó húsz körére kapott friss lágy keverékű gumikat. Ezzel a Mercedes versenyzője jelentős előnybe és sebességbeli fölénybe került, több másodperccel volt gyorsabb körönként az élen autózó Verstappennél. Az 52. körben Grosjean adta fel a futamot, ő volt a magyar nagydíj egyetlen kiesője. A mezőny középső harmadában eközben Magnussen és Ricciardo csatázott körökön keresztül. Hamilton a 67. körre utolérte, majd megelőzte Verstappent, aki ezt követően a bokszutcába hajtott, és új lágy abroncsokon megfutotta a verseny leggyorsabb körét, ami új versenyben futott pályacsúcsot is jelentett egyben. Hamilton és Verstappen mögött Vettel és Leclerc ért be a 3-4. helyen, a német két körrel a vége előtt előzte meg csapattársát. Pontot szerzett még Sainz, Gasly, Räikkönen, Bottas, Norris és Albon.
| Pozíció | #  | Pilóta           | Csapat/Motor   |
| ------- | -- | ---------------- | -------------- |
| 1       | 44 | Lewis Hamilton   | Mercedes       |
| 2       | 33 | Max Verstappen   | Red Bull-Honda |
| 3       | 5  | Sebastian Vettel | Ferrari        |

### Belga nagydíj

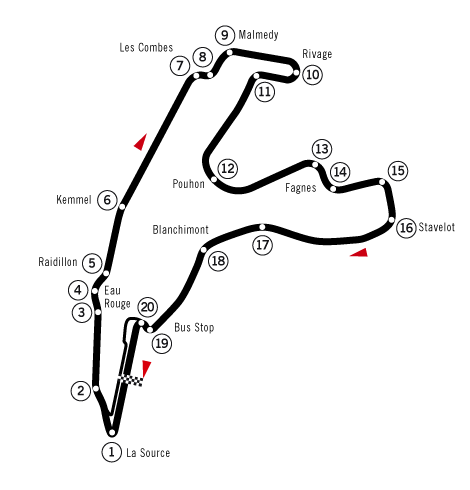
Circuit de Spa-Francorchamps

A tizenharmadik versenyt, a belga nagydíjat 2019. szeptember 1-jén rendezték meg Spában. A pályán egy kör 7,004 km, a verseny 44 körös volt.
Ettől a hétvégétől Alexander Albon a Red Bull, Pierre Gasly pedig a Toro Rosso színeiben folytatta pályafutását.
A futam kezdete előtt megemlékeztek az előző napon a Formula–2-es futamon életét vesztő Anthoine Hubert-ről.
Az első rajtkockából induló Leclerc megőrizte vezető helyét a rajtot követően, mögötte pedig Vettel és Hamilton vívott pozícióharcot, de a német maradt a második helyen. Verstappen kerekei kipörögtek a rajtnál, és a gyengébb startot követően összeütközött Räikkönennel, majd a pálya melletti gumifalba csapódott. A finn autója megsérült, és a mezőny végére esett vissza. Az esetet követően a pályára hajtott a biztonsági autó, amely az ötödik körig maradt kint a mezőny előtt. Leclerc ezt követően is megtartotta első helyét, csakúgy, mint csapattársa, akit ezúttal is Hamilton támadott. A verseny első harmadában nem történt jelentősebb esemény, az élmezőnyből először Vettel állt ki új gumikért a 16. körben. A 17. körben a mezőny hátsó felében Gasly látványos előzéssel egyszerre utasította maga mögé Pérezt és Räikkönent. Leclerc a 21., Hamilton két körrel később kapott új gumikat, miközben a pályán Vettel volt a leggyorsabb a frissebb keverékeken. A 24. körben Vettel, Leclerc, Hamilton, Bottas, Norris, Kvjat, Giovinazzi, Ricciardo, Grosjean, Pérez volt a pontszerzők sorrendje. A két Mercedes-versenyző eközben sokkal gyorsabb volt, mint az előttük álló két ferraris, az olasz csapat pedig utasította az élen haladó Vettelt, hogy engedje el a jobb tempót diktáló és frissebb abroncsokon versenyző Leclercet. A 30. körben Hamilton utolérte Vettelt, majd két körrel később megelőzte a németet, és elkezdte csökkenteni hátrányát az éllovas monacóival szemben. Vettel a 34. körben másodszor is kiállt kerékcserére, így visszaesett a 4. helyre. Egy körrel később Albon látványos előzéssel utasította maga mögé Ricciardót, és lépett előre a 8. helyre. A futam utolsó harmadában Hamilton folyamatosan csökkentette hátrányát Leclerchez képest, az utolsó körben egy másodpercen belülre is felzárkózott, azonban a Ferrari versenyzője megtartotta vezető helyét, és megszerezte pályafutása első győzelmét a királykategóriában. Az utolsó körben hibázó Giovinazzi és a technikai hiba miatt kieső Norris is pontszerző helyről adta fel a versenyt. Leclerc mellett dobogóra állhatott Hamilton és Bottas, pontot szerzett még Vettel, Albon, Pérez, Kvjat, Hülkenberg, Gasly és Stroll.
| Pozíció | #  | Pilóta          | Csapat/Motor |
| ------- | -- | --------------- | ------------ |
| 1       | 16 | Charles Leclerc | Ferrari      |
| 2       | 44 | Lewis Hamilton  | Mercedes     |
| 3       | 77 | Valtteri Bottas | Mercedes     |

### Olasz nagydíj

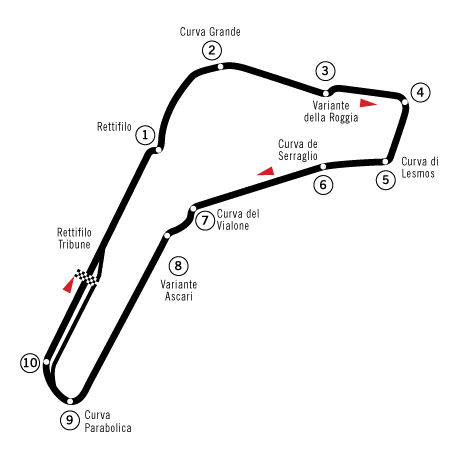
Autodromo Nazionale Monza

A tizennegyedik versenyt, az olasz nagydíjat 2019. szeptember 8-án rendezték meg Monzában. A pályán egy kör 5,793 km, a verseny 53 körös volt.
Az élről rajtoló Leclerc megtartotta első helyét, csakúgy, mint mögötte Hamilton, akit csapattársa, Bottas támadott az első kanyarokban. A  negyedik pozícióból induló Vettel ugyan visszaesett Hülkenberg mögé, de rögtön a 2. körben megelőzte honfitársát, és újra ő haladt a 4. helyen. A 7. körben a Ferrari négyszeres világbajnoka megforgott az Ascari-sikánban, majd veszélyesen tért vissza a pályára, kis híján összeütközve Strollal, aki pedig majdnem Gasly autójába ment bele. Később mindkét versenyzőt büntették a sportfelügyelők, a 10 másodperces stop and go következtében Vettel a mezőny végére esett vissza. Stroll bokszutca áthajtásos büntetést kapott. Az élmezőnyben Hamilton a 20. körben kezdte meg a kerékcseréket, egy kör múlva követte őt az élen álló Leclerc, aki a címvédő közepes keverékeivel szemben kemény keverékű gumikat kapott. A két versenyző a bokszkiállásukat követően a pályán vívott látványos csatát, a monacói egy alkalommal a sportszerűség határain éppen csak belül maradva tartotta maga mögött a Mercedes versenyzőjét, de a sportfelügyelők csak figyelmeztetésben részesítették a manőver miatt. A 28. körben Bottas is megkapta a friss gumikat. Ugyanebben a körben Sainz pontszerző helyről kellett, hogy feladja a futamot, miután a kerékcseréje alatt rosszul rögzítették az egyik kerekét. A 30. körben a 6. helyen autózó Kvjat motorhiba miatt állt ki. Ezt követően rövid ideig virtuális biztonsági autós szakasz volt érvényben a pályán. Leclerc és Hamilton továbbra is 1-2 másodpercen belül autóztak egymáshoz az első két helyen, de a brit nem tudott előzni, és Bottas is utolérte az élen álló párost. Hamilton a 42. körben hibázott, kicsúszása után Bottas vette át a második helyet. A finn az utolsó körökben a frissebb gumijain támadhatta Leclerc-t, azonban a monacói versenyző megvédte pozícióját, és egymást követő második versenyét nyerte meg, 2010 óta az első Ferrari-győzelmet aratva Monzában. Bottas és Hamilton állhatott még fel a dobogóra, pontot szerzett még Ricciardo, Hülkenberg, Albon, Pérez, a bokszutcából rajtoló Verstappen, a hazai versenyét teljesítő Giovinazzi és Norris.
| Pozíció | #  | Pilóta          | Csapat/Motor |
| ------- | -- | --------------- | ------------ |
| 1       | 16 | Charles Leclerc | Ferrari      |
| 2       | 77 | Valtteri Bottas | Mercedes     |
| 3       | 44 | Lewis Hamilton  | Mercedes     |

### Szingapúri nagydíj

Singapore Street Circuit

A tizenötödik versenyt, a szingapúri nagydíjat 2019. szeptember 22-én éjszaka rendezték meg Szingapúrban. A pályán egy kör 5,065 km, a verseny 61 körös volt.
A rajtot követően az élről induló Leclerc megtartotta első helyét, mint ahogy az élmezőny tagjai is mögötte. A mezőny hátsó felében az időmérő edzésről utólagos kizárása miatt a 20. helyről induló Ricciardo koccant George Russellel, és mindkettőjüknek a bokszutcába kellett hajtania sérült autójával. Hozzájuk hasonlóan járt Sainz is, aki szintén a mezőny végére esett vissza. A futam első harmadában a mezőny nagy része kockázatvállalás nélkül, egymást követve autózott, az élen haladók is az abroncsokkal spóroltak, míg Ricciardo elkezdte a felzárkózást a mezőny végéről, és a 8. körben már tizenharmadik volt. A 19. körben Vettel és Verstappen álltak ki először az élmezőnyből kereket cserélni. Egy körrel később Leclerc is kiállt az élről, az így az első helyre kerülő Hamilton pedig próbált minél tovább kint maradni a pályán. A bokszkiállások után Vettel Leclerc elé került, ők és Verstappen pedig megelőzték a végül a 26. körben kereket cserélő Hamiltont, míg Bottas haladt az ötödik pozícióban. A 30. körben az újonc Giovinazzi az elnyújtott boksztaktikájának köszönhetően életében először vezetett Formula–1-es futamot. Az olaszt és a szintén sokáig a pályán maradó Gasly-t a következő körökben az élmezőny tagjai megelőzték, Vettel kisebb előnyt autózott ki csapattársával szemben. A 35. körben a pályára kellett küldeni a biztonsági autót, mert Russell a falba csúszott Williamszével, miután összeütközött Grosjeannal. A biztonsági autós fázisnak a 40. körben lett vége, ez idő alatt Hülkenberg, Kvjat és Giovinazzi is végrehajtotta kerékcseréjét. A 43. körben Pérez autója állt meg a pályán, így újabb körökre kellett beküldeni a biztonsági autót, amely öt kört töltött a mezőny élén, majd Räikkönen kicsúszása miatt az 50. körben újra a pályára hajtott. Az 51. körben újra elengedték a mezőnyt, azonban érdemi változás nem történt már a hátralévő tizenegy körben az élmezőnyben, Vettel és Leclerc kettős Ferrari-győzelmet szerzett, Verstappen végzett a 3. helyen. Hamilton 4., Bottas 5. lett, és pontot szerzett még Albon, Norris, Gasly, Hülkenberg, valamint Giovinazzi.
| Pozíció | #  | Pilóta           | Csapat/Motor   |
| ------- | -- | ---------------- | -------------- |
| 1       | 5  | Sebastian Vettel | Ferrari        |
| 2       | 16 | Charles Leclerc  | Ferrari        |
| 3       | 33 | Max Verstappen   | Red Bull-Honda |

### Orosz nagydíj

Sochi International Street Circuit

A világbajnokság tizenhatodik versenyét, az orosz nagydíjat 2019. szeptember 29-én rendezték meg Szocsiban. A pályán egy kör 5,853 km, a verseny 53 körös volt.
Leclerc sorozatban negyedik alkalommal indulhatott a pole-pozícióból, azonban a rajtot követően a harmadik helyről induló csapattársa nemcsak Hamiltont, hanem őt is megelőzte. A mezőny hátsó felében Ricciardo és Grosjean ütközött össze Antonio Giovinazzival, a francia pilóta pedig a falba csapódott, aminek következtében már az első körben beküldték a biztonsági autót. A 307. versenyén induló - és ezzel a vonatkozó örökranglista harmadik helyére lépő - Räikkönen kiugrott a rajtnál, ezért később bokszutca áthajtásos büntetést kapott. A biztonsági autó az ötödik körben hagyta el a pályát, Vettel pedig megtartotta vezető helyét Leclerc és Hamilton előtt. A német versenyző annak ellenére növelte előnyét csapattársával szemben, hogy a csapatrádióban többször is arra tettek számára utalást, várja be Leclerc-t, és ha lehetősége van rá, engedje el az előnyösebb pozícióból rajtoló és taktikán lévő monacóit. A 15. körben Vettel, Leclerc, Hamilton, Bottas, Sainz és Verstappen volt az első hat helyezett sorrendje. Az élmezőnyből a 23. körben Leclerc állt ki először új gumikért, őt három körrel később követte Vettel. A Ferrari négyszeres világbajnoka bokszkiállását követően a gumistratégiáját elnyújtó Hamilton és Bottas, valamint csapattársa mögé állt vissza a versenybe, azonban a 28. körben KERS-ének meghibásodása miatt fel kellett adnia a futamot. Virtuális biztonsági autós szakasz lépett életbe, ezt kihasználva pedig több versenyző, így az élen álló két Mercedeses is jelentős időt spórolva cserélhette le kerekeit, aminek köszönhetően ezt követően Hamilton és Bottas is Leclerc előtt maradt a versenyben. A 29. körben Russell kicsúszása miatt újabb virtuális biztonsági autós szakasz következett, ezt kihasználva pedig Leclerc újabb kerékcserére állt ki, hogy a verseny utolsó harmadában frissebb abroncsokon támadhassa az előtte haladó két Mercedes-pilótát. Az ezt követő körökben Hamilton egymást követően futotta meg a verseny leggyorsabb köreit a mezőny élén, míg Leclerc nem tudta támadni a második helyen autózó Bottast. A mezőny középső részében eközben Albon több látványos előzést bemutatva zárkózott fel az 5. helyre. Az utolsó körökben érdemleges változás nem történt a versenyzők sorrendjében, Hamilton nyerte meg a futamot Bottas és Leclerc előtt. Pontot szerzett még Verstappen, Albon, Sainz, Pérez, Norris, Magnussen és Hülkenberg.
| Pozíció | #  | Pilóta          | Csapat/Motor |
| ------- | -- | --------------- | ------------ |
| 1       | 44 | Lewis Hamilton  | Mercedes     |
| 2       | 77 | Valtteri Bottas | Mercedes     |
| 3       | 16 | Charles Leclerc | Ferrari      |

### Japán nagydíj

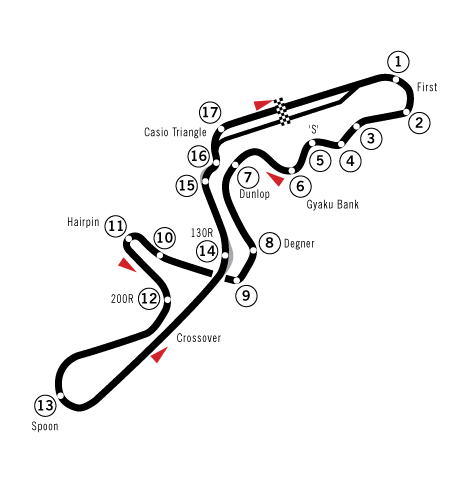
Suzuka Circuit

A tizenhetedik versenyt, a japán nagydíjat 2019. október 13-án rendezték meg Szuzukában. A pályán egy kör 5,807 km, a verseny 53 körös volt.
A Hagibisz tájfun miatt vasárnapra tolt időmérő edzésen a pole-pozíciót megszerző Vettelt és mellőle rajtoló csapattársát, Leclercet a rajtot jól elkapó Bottas megelőzte, míg a monacói versenyző összeért Verstappennel, és ki is pörgette a hollandot, aki sérült autójával a mezőny végére esett vissza. A második körben Bottas, Vettel, Leclerc, Hamilton, Sainz, Norris és Albon volt az első hét helyezett sorrendje, de Leclerc Ferrarija is megsérült, az első szárnyáról letört darab egy alkalommal Hamiltont találta el. Leclerc a 4. körben a bokszutcába hajtott, majd a 19. pozícióba tért vissza a pályára, a 6. körben pedig Albon előzési manővere után a vele ütköző Norris esett vissza a mezőny végére. A Ferrari versenyzőinek a következő körökben is több problémája volt, Leclerc a 9. körben elhagyta a visszapillantó tükrét, míg Vettelt a sportfelügyelők amiatt vizsgálták, hogy esetlegesen kiugorhatott a rajtnál. Végül a német nem kapott büntetést az eset miatt. A 15. körben Verstappen feladta a futamot, két körrel később pedig Vettel az élmezőnyből elsőként kapott friss gumikat. Bottas egy, Hamilton négy körrel később cserélt kereket, ezt követően a 24. körben Bottas, Vettel, Hamilton, Sainz, Albon, Ricciardo volt az első hat sorrendje, Leclerc pedig a hetedik pozícióba zárkózott fel. Vettel a 32. körben másodszorra is új gumikat kapott, és a kerékcseréjét követően Hamilton mögé állt vissza a mezőnybe. A 36. körben Leclerc látványos előzést bemutatva ment el Gasly mellett, és vette át a 6. helyet a franciától. Hamilton a 42. körben újból kereket cserélt, majd a pályára visszatérve a sokkal frissebb keverékeken támadta a második helyen autózó Vettelt. A két világbajnok az utolsó körökig vívott egymással, de a Ferrari versenyzője megőrizte második helyét. A futamot Bottas nyerte meg Vettel és Hamilton előtt, pontot szerzett még Albon, Sainz, Leclerc, Ricciardo, Gasly, Pérez és Hülkenberg. A Mercedes ezzel az eredménnyel sorozatban hatodik alkalommal nyerte meg a konstruktőrök világbajnokságát, amire korábban csak a Ferrari volt képes 1999 és 2004 között. Leclerc utólag kapott egy 5+10 másodperces időbüntetést a Verstappennel történt ütközés okozásáért valamint a sérült autóval történő veszélyes közlekedésért, ezzel visszacsúszott a 7. helyre. A Racing Point a futamot követően megóvta az eredményt, mondván a Renault fékerőeloszlást szabályozó rendszere nem szabályos. Az FIA a vizsgálatokat követően kizárta a francia csapatot, így Stroll és Kvjat lépett előre a pontszerző 9. és 10. helyre.
| Pozíció | #  | Pilóta           | Csapat/Motor |
| ------- | -- | ---------------- | ------------ |
| 1       | 77 | Valtteri Bottas  | Mercedes     |
| 2       | 5  | Sebastian Vettel | Ferrari      |
| 3       | 44 | Lewis Hamilton   | Mercedes     |

### Mexikói nagydíj

Autódromo Hermanos Rodríguez

A szezon tizennyolcadik versenyét, a mexikói nagydíjat 2019. október 27-én rendezték meg Mexikóvárosban. A pályán egy kör 4,304 km hosszú, a verseny 71 körös volt.
Az első rajtkockából Leclerc indulhatott, miután az időmérő edzésen a leggyorsabbnak bizonyuló Verstappent megbüntették, amiért figyelmen kívül hagyta a sárga zászlós figyelmeztetést Valtteri Bottas baleseténél. A holland versenyző ennek következtében a negyedik rajtkockából kezdhette meg a versenyt, és közvetlen a rajtot követően össze is ért egy pozícióért folytatott harc során Hamiltonnal, ezzel pedig mindkét pilóta több helyet is veszített. Az élen Leclerc és Vettel megtartotta az első két helyet, harmadikként Albon zárkózott fel, miközben a Bottasszal csatázó Verstappen defektet kapott, és egészen az utolsó helyig esett vissza. A tizedik körben a hazai közönség előtt versenyző Pérez látványos előzést mutatott be Kvjattal szemben, és fellépett a 8. helyre. Öt körrel később a pontszerző helyen autózó Norris kerékcseréje alatt az egyik kereket rosszul rögzítették autóján a szerelők, így a brit újonc az időveszteség miatt a mezőny végére esett vissza. Az élmezőnyből Albon cserélt kereket először a 15. körben, ezután követte őt Leclerc, majd a 24. körben Hamilton. Az élre kerülő Vettel a Ferrari stratégiájának köszönhetően próbálta elnyújtani kerékcseréjét, így taktikai előnybe kerülve az őt követőkkel szemben. A németek négyszeres világbajnoka végül a 38. körben állt ki új gumikért, a pontszerzők sorrendje ezt követően Leclerc, Hamilton, Albon, Vettel, Bottas, Ricciardo, Pérez, Kvjat, Verstappen és Hülkenberg volt. A 43. körben Leclerc másodszorra is a bokszutcába hajtott, és az 5. helyre állt vissza a mezőnybe, igaz két körrel később Albon kerékcseréjét követően egy helyet előre lépett. A futam utolsó harmadához érve a Mercedes versenyzői sokkal jobb állapotban tartották autóik abroncsait, az 53. körben Bottas egyre közelebb zárkózott Vettelre, majd az első három pilótára visszazárkózott a friss abroncsokon autózó Leclerc is. Az utolsó öt kör megkezdése előtt Hamilton 2,5 másodperccel vezetett Vettel előtt, de a német nem tudott közelebb kerülni a brithez, aki eggyel kevesebb kiállással is végig tudta csinálni a versenyt, ezzel jelentős taktikai előnye szert téve a Ferrari versenyzőivel szemben. Az eredmény már nem is változott ezt követően, a mexikói nagydíjat Hamilton nyerte Vettel és Bottas előtt, pontot szerzett még Leclerc, Albon, Verstappen, Pérez, Ricciardo, Kvjat, és Gasly. A futamon több látványos előzést is bemutató Verstappen a mezőny végéről zárkózott fel a pontszerzők közé, míg Hülkenberget az utolsó körben lökte ki Kvjat a kilencedik helyről. Az orosz versenyző utólagosan 10 másodperces időbüntetést kapott, így Gasly lett a 9., Kvjat pedig ezzel a pontszerzők közül is kicsúszott, a 10. hely végül Hülkenbergé lett.
| Pozíció | #  | Pilóta           | Csapat/Motor |
| ------- | -- | ---------------- | ------------ |
| 1       | 44 | Lewis Hamilton   | Mercedes     |
| 2       | 5  | Sebastian Vettel | Ferrari      |
| 3       | 77 | Valtteri Bottas  | Mercedes     |

### Amerikai nagydíj

Circuit of the Americas

A tizenkilencedik versenyt, az amerikai nagydíjat 2019. november 3-án rendezték meg Austinban. A pályán egy kör 5,513 km, a verseny 56 körös volt.
A rajtot követően az első helyről induló Bottas megtartotta vezető pozícióját, Verstappen pedig előrelépett a második helyre. Vettel beragadt a rajtnál, őt Leclerc és Hamilton is megelőzte, majd még az első körben Norris és Ricciardo is elment mellette. A Ferrari német versenyzője autója alulkormányzottságára panaszkodott a csapatrádióban. A rajtnál a két ferrarissal koccanó Albon visszaesett a mezőny végére. A nyolcadik körben Vettel feladta a futamot, miután autójának eltört a hátsó futóműve. Mindeközben Albon megkezdte a felzárkózást, Giovinazzit megelőzve már a 15. helyen haladt, miközben az élen Bottas kisebb előnyt autózott ki az őt követőkkel szemben. Az élmezőnyből először Verstappen kapott új abroncsokat a 14. körben, őt egy körrel később Bottas követte. Ezt követően mindketten megkezdték a felzárkózást az első helyet átvevő Hamiltonra, a brit címvédő a 25. körben állt ki a bokszutcába, és a 3. helyre állt vissza. A 28. körben Albon megelőzte Hülkenberget és már a pontszerző 10. helyen autózott. A kerékcserék második szakaszát a 35. körben Verstappen nyitotta az élbolyból, őt Bottas egy körrel később követte, míg az egykiállásos stratégiát választó Hamilton az első helyen autózott 18 körrel a futam befejezése előtt. Bottas a 47. körben érte utol csapattársát, majd gumielőnyét kihasználva második próbálkozására az 51. körben meg is előzte. A verseny utolsó köreire Verstappen is utolérte Hamilton, ám támadni már nem tudta a britet, amiben közrejátszott Magnussen kicsúszása és az emiatt érvénybe lépő sárga zászlós korlátozás is. Az amerikai nagydíjat Bottas nyerte meg, míg a második helyen célba érő Hamilton megszerezte pályafutása hatodik világbajnoki címét. A dobogó harmadik fokára Verstappen állhatott, pontot szerzett még Leclerc, az utolsó helyről felzárkózó, több látványos előzést is bemutató Albon, Ricciardo, Norris, Sainz, Hülkenberg és Pérez. Eredetileg Kvjat szerezte meg a 10. helyet, azonban az utolsó körös előzése során nekiment Péreznek, amiért utólag 5 másodperces büntetést kapott, és visszaesett a 12. helyre.
| Pozíció | #  | Pilóta          | Csapat/Motor   |
| ------- | -- | --------------- | -------------- |
| 1       | 77 | Valtteri Bottas | Mercedes       |
| 2       | 44 | Lewis Hamilton  | Mercedes       |
| 3       | 33 | Max Verstappen  | Red Bull-Honda |

### Brazil nagydíj

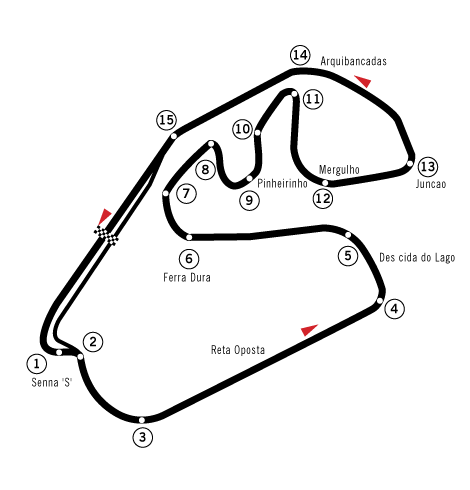
Autódromo José Carlos Pace

A szezon huszadik versenyét, a brazil nagydíjat 2019. november 17-én rendezték meg Interlagosban. A pályán egy kör 4,309 km, a verseny 71 körös volt.
A rajtot követően a pole-pozícióból induló Verstappen megtartotta vezető helyét, Hamilton azonban megelőzte a második helyről rajtoló Vettelt. Leclerc motorcsere miatt büntetést kapott, így csak a 14. helyről kezdhette meg a versenyt, azonban a 4. körben Grosjeant megelőzve már a 8. helyen autózott, miközben Verstappen már 2 másodperces előnyt épített ki Hamiltonnal szemben. Leclerc a 7. körben Räikkönent megelőzve a 7. helyre lépett előre. Egy körrel később Ricciardo és Magnussen ütközött össze, aminek következtében a Renault megsérült, a dán versenyző pedig a mezőny végére esett vissza. Ricciardót az eset miatt később megbüntették a sportfelügyelők. A 15. körben Verstappen két másodperces előnnyel vezetett Hamilton előtt, Leclerc pedig Gaslyt megelőzve már a 6. helyen autózott. A 21. körben Hamilton a bokszutcába hajtott kereket cserélni, és az egy körrel később kiálló Verstappen elé került miután a holland visszatért a pályára, azonban a Red Bull versenyzője előbb a kereket még nem cserélő Leclerc-t, és néhány kanyarral később a britet is látványos manőverrel előzte meg, visszavéve a vezető helyet. A kerékcserék második szakaszát Bottas kezdte meg az élmezőnyből a 42. körben, akit Hamilton majd Verstappen követett. Az 52. körben Bottas Mercedesének motorja hibásodott meg, így a finnek fel kellett adnia a versenyt, és mivel autója a pálya egy olyan szakaszán állt meg, a versenyirányítás pályára küldte a Safety Cart, amit kihasználva Verstappen újból kereket cserélt. A biztonsági autó a 60. körben hagyta el a pályát, ezt követően pedig Verstappen azonnal megelőzte Hamiltont, míg Albon ugyancsak látványos előzést bemutatva utasította maga mögé Vettelt. A thai-brit versenyző a 63. körben Hamiltont is megtámadta, de előzni nem tudott. A 66. körben Leclerc előzte meg csapattárást, azonban Vettel azonnal visszatámadott, előzési kísérlete azonban túlságosan agresszív volt, aminek következtében a Ferrari két versenyzője összeütközött, és mindkettőjük számára véget ért a verseny. Mindeközben Hamilton a bokszutcába hajtott kereket cserélni, hogy az utolsó körökben friss lágy abroncsokon támadhassa a két Red Bull-versenyzőt. Az utolsó előtti körben meg is támadta Albont, azonban manővere túlságosan elhamarkodott volt, és ezzel kilökte az élete első dobogós helyezéséért harcoló újoncot, míg ő sérült autójával egy pozíciót esett hátra, a verseny során kiemelkedően teljesítő Gasly mögé. Verstappen megnyerte a versenyt Gasly és Hamilton előtt, Sainz, Räikkönen, Giovinazzi, Ricciardo, Norris, Pérez és Kvjat volt a pontszerzők további sorrendje. A leintést követően Hamiltont Albon kilökéséért 5 másodperccel megbüntették, aminek következtében  a 7. helyre esett vissza, így Sainz, Räikkönen, Giovinazzi és Ricciardo előre lépett egy-egy helyet. Gasly és Sainz is pályafutása első dobogós helyezését érte el a Formula–1-ben, a Toro Rosso 2019-ben második alkalommal zárt dobogós helyen, míg a McLaren a 2014-es ausztrál nagydíj óta jegyezhette első pódiumos helyezését.
| Pozíció | #  | Pilóta           | Csapat/Motor     |
| ------- | -- | ---------------- | ---------------- |
| 1       | 33 | Max Verstappen   | Red Bull-Honda   |
| 2       | 10 | Pierre Gasly     | Toro Rosso-Honda |
| 3       | 55 | Carlos Sainz Jr. | McLaren-Renault  |

### Abu-dzabi nagydíj

Yas Island Circuit

A világbajnokság huszonegyedik, egyben utolsó futamát, az abu-dzabi nagydíjat 2019. december 1-jén rendezték meg Abu Dzabiban. A pályán egy kör 5,554 km, a verseny 55 körös volt.
A szezon utolsó versenyét a 250. nagydíján rajthoz álló Hamilton kezdhette meg a pole pozícióból, és a rajtot követően is megtartotta vezető helyét Verstappennel szemben, akit azonban megelőzött a harmadik rajtkockából startoló Leclerc. Az első kanyarban Gasly ütközött össze a két Racing Point-pilótával, ami miatt az első szárnyat le kellett cserélni az autóján, így a francia versenyző a mezőny végére esett vissza. Hamilton már az első körökben elkezdte előnye növelését, miközben a versenyzők egy technikai problémából adódóan nem tudták aktivizálni autóikon a DRS-t, csak a 18. körtől tudták használni a légellenállás-csökkentő rendszert. Eközben a mezőny utolsó helyéről rajtoló Bottas megkezdte a felzárkózást, az 5. körben már a 13. helyen haladt a Mercedes finn pilótája. A kerékcseréket az élmezőnyből Leclerc és Vettel kezdte a 13. körben. Bottas a 15. körben már az ötödik helyen autózott, majd néhány körrel később Vettellel vívott az 5–6. pozícióért. A bokszkiállások első szakaszát követően a 26. körben Hamilton, Leclerc, Verstappen, Bottas, Vettel, Albon, Pérez, Kvjat, Norris és Hülkenberg volt a pontszerzők sorrendje. A 31. körben Verstappen utolérte, majd egy körrel később meg is előzte Leclercet, és átvette a második helyet. A futam ezt követő periódusában nem történt érdemi változás a mezőnyben, a kerékcserék második szakaszát követően, tíz körrel a futam vége előtt Hamilton, Verstappen, Leclerc, Bottas, Albon, Vettel, Norris, Pérez, Hülkenberg és Kvjat autózott pontszerző pozícióban. A 48. körben Stroll adta fel a versenyt, ő volt az egyetlen, aki nem tudta befejezni a nagydíjat. A futam hajrájában még Vettel előzte meg Albont, és lépett fel a negyedik helyre, valamint Bottas közelítette meg Leclercet, azonban a finn előzni már nem tudott, így a sorrend nem változott. Az idényzáró versenyt Hamilton nyerte meg Verstappen és Leclerc előtt, pontot szerzett még Bottas, Vettel, Albon, Pérez, Norris, Kvjat és Sainz. A brit világbajnok az idény összes nagydíját befejezte, és mindegyiken pontot szerzett, összesen tizenegy futamgyőzelmet szerzett az idény során. Hülkenberg 177. nagydíját követően búcsúzott el a Formula–1-es mezőnytől, ez alatt egyetlen dobogós helyezést sem ért el, amivel csúcstartó a sportág történetében.
| Pozíció | #  | Pilóta          | Csapat/Motor   |
| ------- | -- | --------------- | -------------- |
| 1       | 44 | Lewis Hamilton  | Mercedes       |
| 2       | 33 | Max Verstappen  | Red Bull-Honda |
| 3       | 16 | Charles Leclerc | Ferrari        |

## Nagydíjak
| #  | Nagydíj            | Pole-pozíció     | Leggyorsabb kör  | Győztes pilóta   | Győztes konstruktőr | A nap versenyzője | Összefoglaló | Listavezető     | Előny |
| -- | ------------------ | ---------------- | ---------------- | ---------------- | ------------------- | ----------------- | ------------ | --------------- | ----- |
| 1  | Ausztrál nagydíj   | Lewis Hamilton   | Valtteri Bottas  | Valtteri Bottas  | Mercedes            | Valtteri Bottas   | Összefoglaló | Valtteri Bottas | 8     |
| 2  | Bahreini nagydíj   | Charles Leclerc  | Charles Leclerc  | Lewis Hamilton   | Mercedes            | Charles Leclerc   | Összefoglaló | Valtteri Bottas | 1     |
| 3  | Kínai nagydíj      | Valtteri Bottas  | Pierre Gasly     | Lewis Hamilton   | Mercedes            | Alexander Albon   | Összefoglaló | Lewis Hamilton  | 6     |
| 4  | Azeri nagydíj      | Valtteri Bottas  | Charles Leclerc  | Valtteri Bottas  | Mercedes            | Charles Leclerc   | Összefoglaló | Valtteri Bottas | 1     |
| 5  | Spanyol nagydíj    | Valtteri Bottas  | Lewis Hamilton   | Lewis Hamilton   | Mercedes            | Max Verstappen    | Összefoglaló | Lewis Hamilton  | 7     |
| 6  | Monacói nagydíj    | Lewis Hamilton   | Pierre Gasly     | Lewis Hamilton   | Mercedes            | Max Verstappen    | Összefoglaló | Lewis Hamilton  | 17    |
| 7  | Kanadai nagydíj    | Sebastian Vettel | Valtteri Bottas  | Lewis Hamilton   | Mercedes            | Sebastian Vettel  | Összefoglaló | Lewis Hamilton  | 29    |
| 8  | Francia nagydíj    | Lewis Hamilton   | Sebastian Vettel | Lewis Hamilton   | Mercedes            | Lando Norris      | Összefoglaló | Lewis Hamilton  | 36    |
| 9  | Osztrák nagydíj    | Charles Leclerc  | Max Verstappen   | Max Verstappen   | Red Bull-Honda      | Max Verstappen    | Összefoglaló | Lewis Hamilton  | 31    |
| 10 | Brit nagydíj       | Valtteri Bottas  | Lewis Hamilton   | Lewis Hamilton   | Mercedes            | Charles Leclerc   | Összefoglaló | Lewis Hamilton  | 39    |
| 11 | Német nagydíj      | Lewis Hamilton   | Max Verstappen   | Max Verstappen   | Red Bull-Honda      | Max Verstappen    | Összefoglaló | Lewis Hamilton  | 41    |
| 12 | Magyar nagydíj     | Max Verstappen   | Max Verstappen   | Lewis Hamilton   | Mercedes            | Max Verstappen    | Összefoglaló | Lewis Hamilton  | 62    |
| 13 | Belga nagydíj      | Charles Leclerc  | Sebastian Vettel | Charles Leclerc  | Ferrari             | Lando Norris      | Összefoglaló | Lewis Hamilton  | 65    |
| 14 | Olasz nagydíj      | Charles Leclerc  | Lewis Hamilton   | Charles Leclerc  | Ferrari             | Charles Leclerc   | Összefoglaló | Lewis Hamilton  | 63    |
| 15 | Szingapúri nagydíj | Charles Leclerc  | Kevin Magnussen  | Sebastian Vettel | Ferrari             | Sebastian Vettel  | Összefoglaló | Lewis Hamilton  | 65    |
| 16 | Orosz nagydíj      | Charles Leclerc  | Lewis Hamilton   | Lewis Hamilton   | Mercedes            | Sebastian Vettel  | Összefoglaló | Lewis Hamilton  | 73    |
| 17 | Japán nagydíj      | Sebastian Vettel | Lewis Hamilton   | Valtteri Bottas  | Mercedes            | Valtteri Bottas   | Összefoglaló | Lewis Hamilton  | 64    |
| 18 | Mexikói nagydíj    | Charles Leclerc  | Charles Leclerc  | Lewis Hamilton   | Mercedes            | Max Verstappen    | Összefoglaló | Lewis Hamilton  | 74    |
| 19 | Amerikai nagydíj   | Valtteri Bottas  | Charles Leclerc  | Valtteri Bottas  | Mercedes            | Alexander Albon   | Összefoglaló | Lewis Hamilton  | 67    |
| 20 | Brazil nagydíj     | Max Verstappen   | Valtteri Bottas  | Max Verstappen   | Red Bull-Honda      | Max Verstappen    | Összefoglaló | Lewis Hamilton  | 73    |
| 21 | Abu-dzabi nagydíj  | Lewis Hamilton   | Lewis Hamilton   | Lewis Hamilton   | Mercedes            | Nico Hülkenberg   | Összefoglaló | Lewis Hamilton  | 87    |

## Eredmények
Pontozás:
| Helyezés | 1. | 2. | 3. | 4. | 5. | 6. | 7. | 8. | 9. | 10. | 11–20. | leggyorsabb kör |
| -------- | -- | -- | -- | -- | -- | -- | -- | -- | -- | --- | ------ | --------------- |
| Pont     | 25 | 18 | 15 | 12 | 10 | 8  | 6  | 4  | 2  | 1   | 0      | 1               |

(Félkövér: pole-pozíció, dőlt: leggyorsabb kör, a színkódokról részletes információ itt található)

### Versenyzők
| Helyezés | Versenyző          | Rajt- szám | AUS | BHR | CHN | AZE | ESP | MON | CAN | FRA | AUT | GBR | GER | HUN | BEL | ITA | SIN | RUS | JPN | MEX | USA | BRA | UAE | Pont |
| -------- | ------------------ | ---------- | --- | --- | --- | --- | --- | --- | --- | --- | --- | --- | --- | --- | --- | --- | --- | --- | --- | --- | --- | --- | --- | ---- |
| 1.       | Lewis Hamilton     | 44         | 2   | 1   | 1   | 2   | 1   | 1   | 1   | 1   | 5   | 1   | 9   | 1   | 2   | 3   | 4   | 1   | 3   | 1   | 2   | 7   | 1   | 413  |
| 2.       | Valtteri Bottas    | 77         | 1   | 2   | 2   | 1   | 2   | 3   | 4   | 2   | 3   | 2   | ki  | 8   | 3   | 2   | 5   | 2   | 1   | 3   | 1   | ki  | 4   | 326  |
| 3.       | Max Verstappen     | 33         | 3   | 4   | 4   | 4   | 3   | 4   | 5   | 4   | 1   | 5   | 1   | 2   | ki  | 8   | 3   | 4   | ki  | 6   | 3   | 1   | 2   | 278  |
| 4.       | Charles Leclerc    | 16         | 5   | 3   | 5   | 5   | 5   | ki  | 3   | 3   | 2   | 3   | ki  | 4   | 1   | 1   | 2   | 3   | 6   | 4   | 4   | 18† | 3   | 264  |
| 5.       | Sebastian Vettel   | 5          | 4   | 5   | 3   | 3   | 4   | 2   | 2   | 5   | 4   | 16  | 2   | 3   | 4   | 13  | 1   | ki  | 2   | 2   | ki  | 17† | 5   | 240  |
| 6.       | Carlos Sainz Jr.   | 55         | ki  | 19† | 14  | 7   | 8   | 6   | 11  | 6   | 8   | 6   | 5   | 5   | ki  | ki  | 12  | 6   | 5   | 13  | 8   | 3   | 10  | 96   |
| 7.       | Pierre Gasly       | 10         | 11  | 8   | 6   | ki  | 6   | 5   | 8   | 10  | 7   | 4   | 14† | 6   | 9   | 11  | 8   | 14  | 7   | 9   | 16† | 2   | 18  | 95   |
| 8.       | Alexander Albon    | 23         | 14  | 9   | 10  | 11  | 11  | 8   | ki  | 15  | 15  | 12  | 6   | 10  | 5   | 6   | 6   | 5   | 4   | 5   | 5   | 14  | 6   | 92   |
| 9.       | Daniel Ricciardo   | 3          | ki  | 18† | 7   | ki  | 12  | 9   | 6   | 11  | 12  | 7   | ki  | 14  | 14  | 4   | 14  | ki  | kiz | 8   | 6   | 6   | 11  | 54   |
| 10.      | Sergio Pérez       | 11         | 13  | 10  | 8   | 6   | 15  | 12  | 12  | 12  | 11  | 17  | ki  | 11  | 6   | 7   | ki  | 7   | 8   | 7   | 10  | 9   | 7   | 52   |
| 11.      | Lando Norris       | 4          | 12  | 6   | 18† | 8   | ki  | 11  | ki  | 9   | 6   | 11  | ki  | 9   | 11† | 10  | 7   | 8   | 11  | ki  | 7   | 8   | 8   | 49   |
| 12.      | Kimi Räikkönen     | 7          | 8   | 7   | 9   | 10  | 14  | 17  | 15  | 7   | 9   | 8   | 12  | 7   | 16  | 15  | ki  | 13  | 12  | ki  | 11  | 4   | 13  | 43   |
| 13.      | Danyiil Kvjat      | 26         | 10  | 12  | ki  | ki  | 9   | 7   | 10  | 14  | 17  | 9   | 3   | 15  | 7   | ki  | 15  | 12  | 10  | 11  | 12  | 10  | 9   | 37   |
| 14.      | Nico Hülkenberg    | 27         | 7   | 17† | ki  | 14  | 13  | 13  | 7   | 8   | 13  | 10  | ki  | 12  | 8   | 5   | 9   | 10  | kiz | 10  | 9   | 15  | 12  | 37   |
| 15.      | Lance Stroll       | 18         | 9   | 14  | 12  | 9   | ki  | 16  | 9   | 13  | 14  | 13  | 4   | 17  | 10  | 12  | 13  | 11  | 9   | 12  | 13  | 19† | ki  | 21   |
| 16.      | Kevin Magnussen    | 20         | 6   | 13  | 13  | 13  | 7   | 14  | 17  | 17  | 19  | ki  | 8   | 13  | 12  | ki  | 17  | 9   | 15  | 15  | 18† | 11  | 14  | 20   |
| 17.      | Antonio Giovinazzi | 99         | 15  | 11  | 15  | 12  | 16  | 19  | 13  | 16  | 10  | ki  | 13  | 18  | 18† | 9   | 10  | 15  | 14  | 14  | 14  | 5   | 16  | 14   |
| 18.      | Romain Grosjean    | 8          | ki  | ki  | 11  | ki  | 10  | 10  | 14  | ki  | 16  | ki  | 7   | ki  | 13  | 16  | 11  | ki  | 13  | 17  | 15  | 13  | 15  | 8    |
| 19.      | Robert Kubica      | 88         | 17  | 16  | 17  | 16  | 18  | 18  | 18  | 18  | 20  | 15  | 10  | 19  | 17  | 17  | 16  | ki  | 17  | 18  | ki  | 16  | 19  | 1    |
| 20.      | George Russell     | 63         | 16  | 15  | 16  | 15  | 17  | 15  | 16  | 19  | 18  | 14  | 11  | 16  | 15  | 14  | ki  | ki  | 16  | 16  | 17  | 12  | 17  | 0    |
| Helyezés | Versenyző          | Rajt- szám | AUS | BHR | CHN | AZE | ESP | MON | CAN | FRA | AUT | GBR | GER | HUN | BEL | ITA | SIN | RUS | JPN | MEX | USA | BRA | UAE | Pont |

Megjegyzés:
- † – Nem fejezte be a futamot, de rangsorolva lett, mert teljesítette a versenytáv 90%-át.

### Konstruktőrök
| Helyezés | Csapat                | Rajt- szám | AUS | BHR | CHN | AZE | ESP | MON | CAN | FRA | AUT | GBR | GER | HUN | BEL | ITA | SIN | RUS | JPN | MEX | USA | BRA | UAE | Pont |
| -------- | --------------------- | ---------- | --- | --- | --- | --- | --- | --- | --- | --- | --- | --- | --- | --- | --- | --- | --- | --- | --- | --- | --- | --- | --- | ---- |
| 1.       | Mercedes              | 44         | 2   | 1   | 1   | 2   | 1   | 1   | 1   | 1   | 5   | 1   | 9   | 1   | 2   | 3   | 4   | 1   | 3   | 1   | 2   | 7   | 1   | 739  |
| 1.       | Mercedes              | 77         | 1   | 2   | 2   | 1   | 2   | 3   | 4   | 2   | 3   | 2   | ki  | 8   | 3   | 2   | 5   | 2   | 1   | 3   | 1   | ki  | 4   | 739  |
| 2.       | Ferrari               | 5          | 4   | 5   | 3   | 3   | 4   | 2   | 2   | 5   | 4   | 16  | 2   | 3   | 4   | 13  | 1   | ki  | 2   | 2   | ki  | 17† | 5   | 504  |
| 2.       | Ferrari               | 16         | 5   | 3   | 5   | 5   | 5   | ki  | 3   | 3   | 2   | 3   | ki  | 4   | 1   | 1   | 2   | 3   | 6   | 4   | 4   | 18† | 3   | 504  |
| 3.       | Red Bull-Honda        | 10         | 11  | 8   | 6   | ki  | 6   | 5   | 8   | 10  | 7   | 4   | 14† | 6   |     |     |     |     |     |     |     |     |     | 417  |
| 3.       | Red Bull-Honda        | 23         |     |     |     |     |     |     |     |     |     |     |     |     | 5   | 6   | 6   | 5   | 4   | 5   | 5   | 14  | 6   | 417  |
| 3.       | Red Bull-Honda        | 33         | 3   | 4   | 4   | 4   | 3   | 4   | 5   | 4   | 1   | 5   | 1   | 2   | ki  | 8   | 3   | 4   | ki  | 6   | 3   | 1   | 2   | 417  |
| 4.       | McLaren-Renault       | 4          | 12  | 6   | 18† | 8   | ki  | 11  | ki  | 9   | 6   | 11  | ki  | 9   | 11† | 10  | 7   | 8   | 11  | ki  | 7   | 8   | 8   | 145  |
| 4.       | McLaren-Renault       | 55         | ki  | 19† | 14  | 7   | 8   | 6   | 11  | 6   | 8   | 6   | 5   | 5   | ki  | ki  | 12  | 6   | 5   | 13  | 8   | 3   | 10  | 145  |
| 5.       | Renault               | 3          | ki  | 18† | 7   | ki  | 12  | 9   | 6   | 11  | 12  | 7   | ki  | 14  | 14  | 4   | 14  | ki  | kiz | 8   | 6   | 6   | 11  | 91   |
| 5.       | Renault               | 27         | 7   | 17† | ki  | 14  | 13  | 13  | 7   | 8   | 13  | 10  | ki  | 12  | 8   | 5   | 9   | 10  | kiz | 10  | 9   | 15  | 12  | 91   |
| 6.       | Toro Rosso-Honda      | 10         |     |     |     |     |     |     |     |     |     |     |     |     | 9   | 11  | 8   | 14  | 7   | 9   | 16† | 2   | 18  | 85   |
| 6.       | Toro Rosso-Honda      | 23         | 14  | 9   | 10  | 11  | 11  | 8   | ki  | 15  | 15  | 12  | 6   | 10  |     |     |     |     |     |     |     |     |     | 85   |
| 6.       | Toro Rosso-Honda      | 26         | 10  | 12  | ki  | ki  | 9   | 7   | 10  | 14  | 17  | 9   | 3   | 15  | 7   | ki  | 15  | 12  | 10  | 11  | 12  | 10  | 9   | 85   |
| 7.       | Racing Point-Mercedes | 11         | 13  | 10  | 8   | 6   | 15  | 12  | 12  | 12  | 11  | 17  | ki  | 11  | 6   | 7   | ki  | 7   | 8   | 7   | 10  | 9   | 7   | 73   |
| 7.       | Racing Point-Mercedes | 18         | 9   | 14  | 12  | 9   | ki  | 16  | 9   | 13  | 14  | 13  | 4   | 17  | 10  | 12  | 13  | 11  | 9   | 12  | 13  | 19† | ki  | 73   |
| 8.       | Alfa Romeo-Ferrari    | 7          | 8   | 7   | 9   | 10  | 14  | 17  | 15  | 7   | 9   | 8   | 12  | 7   | 16  | 15  | ki  | 13  | 12  | ki  | 11  | 4   | 13  | 57   |
| 8.       | Alfa Romeo-Ferrari    | 99         | 15  | 11  | 15  | 12  | 16  | 19  | 13  | 16  | 10  | ki  | 13  | 18  | 18† | 9   | 10  | 15  | 14  | 14  | 14  | 5   | 16  | 57   |
| 9.       | Haas-Ferrari          | 8          | ki  | ki  | 11  | ki  | 10  | 10  | 14  | ki  | 16  | ki  | 7   | ki  | 13  | 16  | 11  | ki  | 13  | 17  | 15  | 13  | 15  | 28   |
| 9.       | Haas-Ferrari          | 20         | 6   | 13  | 13  | 13  | 7   | 14  | 17  | 17  | 19  | ki  | 8   | 13  | 12  | ki  | 17  | 9   | 15  | 15  | 18† | 11  | 14  | 28   |
| 10.      | Williams-Mercedes     | 63         | 16  | 15  | 16  | 15  | 17  | 15  | 16  | 19  | 18  | 14  | 11  | 16  | 15  | 14  | ki  | ki  | 16  | 16  | 17  | 12  | 17  | 1    |
| 10.      | Williams-Mercedes     | 88         | 17  | 16  | 17  | 16  | 18  | 18  | 18  | 18  | 20  | 15  | 10  | 19  | 17  | 17  | 16  | ki  | 17  | 18  | ki  | 16  | 19  | 1    |
| Helyezés | Csapat                | Rajt- szám | AUS | BHR | CHN | AZE | ESP | MON | CAN | FRA | AUT | GBR | GER | HUN | BEL | ITA | SIN | RUS | JPN | MEX | USA | BRA | UAE | Pont |

Megjegyzés:
- † — Nem fejezte be a futamot, de rangsorolva lett, mert teljesítette a versenytáv 90%-át.

### Időmérő edzések
Színmagyarázat:
| Helyezés | Pole pozíció | A Q3-ba jutott | Kiesett a Q2-ben | Kiesett a Q1-ben | Nem kvalifikált | Nem vett részt | Kizárták |
| -------- | ------------ | -------------- | ---------------- | ---------------- | --------------- | -------------- | -------- |
| Színkód  | 1.           | 2–10.          | 11–15.           | 16–20.           | nk              | ni             | kiz      |

| Helyezés | Versenyző          | Rajt- szám | AUS | BHR | CHN | AZE  | ESP | MON | CAN | FRA | AUT | GBR | GER | HUN | BEL | ITA | SIN | RUS | JPN | MEX | USA | BRA | UAE |
| -------- | ------------------ | ---------- | --- | --- | --- | ---- | --- | --- | --- | --- | --- | --- | --- | --- | --- | --- | --- | --- | --- | --- | --- | --- | --- |
| 1.       | Lewis Hamilton     | 44         | 1   | 3   | 2   | 2    | 2   | 1   | 2   | 1   | 2†  | 2   | 1   | 3   | 3   | 2   | 2   | 2   | 4   | 4   | 5   | 3   | 1   |
| 2.       | Valtteri Bottas    | 77         | 2   | 4   | 1   | 1    | 1   | 2   | 6   | 2   | 4   | 1   | 3   | 2   | 4   | 3   | 5   | 5   | 3   | 6   | 1   | 5   | 2†  |
| 3.       | Max Verstappen     | 33         | 4   | 5   | 5   | 4    | 4   | 3   | 11  | 4   | 3   | 4   | 2   | 1   | 5   | nk† | 4   | 4†  | 5   | 1†  | 3   | 1   | 3   |
| 4.       | Charles Leclerc    | 16         | 5   | 1   | 4   | 10   | 5   | 16  | 3   | 3   | 1   | 3   | 10  | 4   | 1   | 1   | 1   | 1   | 2   | 2   | 4   | 4†  | 4   |
| 5.       | Sebastian Vettel   | 5          | 3   | 2   | 3   | 3    | 3   | 4   | 1   | 7   | 10  | 6   | nk  | 5   | 2   | 4   | 3   | 3   | 1   | 3   | 2   | 2   | 5   |
| 6.       | Carlos Sainz Jr.   | 55         | 18  | 7   | 14  | 11   | 13  | 9   | 9†  | 6   | 15† | 13  | 7   | 8   | 17† | 7   | 7   | 6   | 7   | 7   | 7   | nk  | 9   |
| 7.       | Pierre Gasly       | 10         | 17  | 13  | 6   | kiz† | 6   | 5†  | 5   | 9   | 9   | 5   | 4   | 6   | 16  | 15† | 13  | 11† | 9   | 10  | 10  | 7   | 12  |
| 8.       | Alexander Albon    | 23         | 13  | 12  | nk  | 13   | 12  | 10  | 14  | 11  | 13† | 9   | 17  | 12  | 14† | 8   | 6   | 19† | 6   | 5   | 6   | 6   | 6   |
| 9.       | Daniel Ricciardo   | 3          | 12  | 11  | 7   | 12   | 10  | 7   | 4   | 8   | 14  | 7   | 13  | 18† | 6†  | 5   | kiz | 10  | 16  | 13  | 9   | 12  | 8   |
| 10.      | Sergio Pérez       | 11         | 10  | 14  | 12  | 5    | 15  | 17  | 16  | 14  | 16  | 15  | 8   | 17  | 9   | 17  | 11† | 12  | 17  | 11  | 19† | 15  | 11  |
| 11.      | Lando Norris       | 4          | 8   | 10  | 15  | 7    | 11  | 12  | 8   | 5   | 6   | 8   | 16† | 7   | 12  | 14† | 10  | 8   | 8   | 8   | 8   | 11  | 7   |
| 12.      | Kimi Räikkönen     | 7          | 9   | 9   | 13  | kiz  | 14  | 14  | 17  | 12  | 7   | 12  | 5   | 10  | 8   | 10† | 14  | 16  | 13  | 14  | 17  | 9   | 18  |
| 13.      | Danyiil Kvjat      | 26         | 15  | 15  | 11  | 6    | 9   | 8   | 12  | 16† | 18  | 17  | 14  | 13  | 18† | 13  | 16  | nk† | 14  | 9   | 13  | 16  | 14  |
| 14.      | Nico Hülkenberg    | 27         | 11  | 17  | 8   | 18   | 16  | 11  | 7   | 13  | 12† | 10  | 9   | 11  | 7†  | 6   | 9   | 7   | 15  | 12  | 11  | 14  | 10  |
| 15.      | Lance Stroll       | 18         | 16  | 18  | 16  | 16   | 17  | 18  | 18  | 18  | 17  | 18  | 15  | 19  | 13† | 9   | 17  | 15  | 12  | 16  | 14  | 17  | 13  |
| 16.      | Kevin Magnussen    | 20         | 7   | 6   | 9   | 14   | 8   | 6   | 10† | 15  | 5†  | 16  | 12  | 15  | 10  | 12  | 15  | 14  | nk† | 17  | 12  | 10  | 15  |
| 17.      | Antonio Giovinazzi | 99         | 14  | 16  | nk  | 8†   | 18  | 15† | 13  | 10  | 8   | 11  | 11  | 14† | 15† | 11  | 12  | 13  | 11  | 15  | 16  | 13  | 17  |
| 18.      | Romain Grosjean    | 8          | 6   | 8†  | 10  | 17   | 7   | 13  | 15  | 17  | 11  | 14  | 6   | 9   | 11  | 16  | 18  | 9   | 10  | 18  | 15  | 8   | 16  |
| 19.      | Robert Kubica      | 88         | 20  | 20  | 18  | 20†  | 20  | 20  | 20  | 20  | 20  | 20  | 19  | 20  | nk  | 19  | 20  | 18† | nk† | 20  | 20  | 19  | 20  |
| 20.      | George Russell     | 63         | 19  | 19  | 17  | 19   | 19  | 19  | 19  | 19† | 19† | 19  | 18  | 16  | 19  | 18  | 19  | 17  | 18  | 19  | 18  | 18  | 19  |
| Helyezés | Versenyző          | Rajt- szám | AUS | BHR | CHN | AZE  | ESP | MON | CAN | FRA | AUT | GBR | GER | HUN | BEL | ITA | SIN | RUS | JPN | MEX | USA | BRA | UAE |

Megjegyzés:
A helyezések a világbajnokság pontversenyében elfoglalt pozíciót jelentik. A táblázatban az időmérő edzésen elért eredmények, és nem a végleges rajtpozíciók szerepelnek.
- † — A rajtpozíció változott az időmérő edzésen elért helyezéshez képest (nem számítva az egyik versenyző hátrasorolásából következő előrelépést). A részletekért lásd a futamok szócikkeit.

## Statisztikák

### Versenyzők
| #   | +/- | Versenyző          | Rsz. | Csapat                           | Rajt | Gy | DH | PP | LK | NV | Pont | P+/– |
| --- | --- | ------------------ | ---- | -------------------------------- | ---- | -- | -- | -- | -- | -- | ---- | ---- |
| 1.  | ±0  | Lewis Hamilton     | 44   | Mercedes                         | 21   | 11 | 17 | 5  | 6  | 0  | 413  | +5   |
| 2.  | +3  | Valtteri Bottas    | 77   | Mercedes                         | 21   | 4  | 15 | 5  | 3  | 2  | 326  | +79  |
| 3.  | +1  | Max Verstappen     | 33   | Red Bull-Honda                   | 21   | 3  | 9  | 2  | 3  | 7  | 278  | +29  |
| 4.  | +9  | Charles Leclerc    | 16   | Ferrari                          | 21   | 2  | 10 | 7  | 4  | 4  | 264  | +225 |
| 5.  | –3  | Sebastian Vettel   | 5    | Ferrari                          | 21   | 1  | 9  | 2  | 2  | 3  | 240  | –80  |
| 6.  | +4  | Carlos Sainz Jr.   | 55   | McLaren-Renault                  | 21   | 0  | 1  | 0  | 0  | 0  | 96   | +43  |
| 7.  | +8  | Pierre Gasly       | 10   | Red Bull-Honda, Toro Rosso-Honda | 21   | 0  | 1  | 0  | 2  | 0  | 95   | +66  |
| 8.  | –   | Alexander Albon    | 23   | Toro Rosso-Honda, Red Bull-Honda | 21   | 0  | 0  | 0  | 0  | 2  | 92   | –    |
| 9.  | –3  | Daniel Ricciardo   | 3    | Renault                          | 21   | 0  | 0  | 0  | 0  | 0  | 54   | –116 |
| 10. | –2  | Sergio Pérez       | 11   | Racing Point-Mercedes            | 21   | 0  | 0  | 0  | 0  | 0  | 52   | –10  |
| 11. | –   | Lando Norris       | 4    | McLaren-Renault                  | 21   | 0  | 0  | 0  | 0  | 2  | 49   | –    |
| 12. | –9  | Kimi Räikkönen     | 7    | Alfa Romeo-Ferrari               | 21   | 0  | 0  | 0  | 0  | 0  | 43   | –208 |
| 13. | –   | Danyiil Kvjat      | 26   | Toro Rosso-Honda                 | 21   | 0  | 1  | 0  | 0  | 0  | 37   | –    |
| 14. | –7  | Nico Hülkenberg    | 27   | Renault                          | 21   | 0  | 0  | 0  | 0  | 1  | 37   | –32  |
| 15. | +3  | Lance Stroll       | 18   | Racing Point-Mercedes            | 21   | 0  | 0  | 0  | 0  | 0  | 21   | +15  |
| 16. | –7  | Kevin Magnussen    | 20   | Haas-Ferrari                     | 21   | 0  | 0  | 0  | 1  | 0  | 20   | –36  |
| 17. | –   | Antonio Giovinazzi | 99   | Alfa Romeo-Ferrari               | 21   | 0  | 0  | 0  | 0  | 0  | 14   | –    |
| 18. | –4  | Romain Grosjean    | 8    | Haas-Ferrari                     | 21   | 0  | 0  | 0  | 0  | 0  | 8    | –29  |
| 19. | –   | Robert Kubica      | 88   | Williams-Mercedes                | 21   | 0  | 0  | 0  | 0  | 0  | 1    | –    |
| 20. | –   | George Russell     | 63   | Williams-Mercedes                | 21   | 0  | 0  | 0  | 0  | 0  | 0    | –    |

### Konstruktőrök
| #   | +/- | Csapat        | Modell           | Motor        | Gumi | Rajt | Gy | DH | PP | LK | NV | Pont | P+/– |
| --- | --- | ------------- | ---------------- | ------------ | ---- | ---- | -- | -- | -- | -- | -- | ---- | ---- |
| 1.  | ±0  | Mercedes      | F1 W10 EQ Power+ | Mercedes     | P    | 21   | 15 | 32 | 10 | 9  | 2  | 739  | +84  |
| 2.  | ±0  | Ferrari       | SF90             | Ferrari      | P    | 21   | 3  | 19 | 9  | 6  | 7  | 504  | –67  |
| 3.  | ±0  | Red Bull      | RB15             | Honda        | P    | 21   | 3  | 9  | 2  | 5  | 8  | 417  | –2   |
| 4.  | +2  | McLaren       | MCL34            | Renault      | P    | 21   | 0  | 1  | 0  | 0  | 2  | 145  | +83  |
| 5.  | –1  | Renault       | R.S.19           | Renault      | P    | 21   | 0  | 0  | 0  | 0  | 1  | 91   | –31  |
| 6.  | +3  | Toro Rosso    | STR14            | Honda        | P    | 21   | 0  | 2  | 0  | 0  | 1  | 85   | +52  |
| 7.  | ±0  | Racing Point  | RP19             | BWT Mercedes | P    | 21   | 0  | 0  | 0  | 0  | 0  | 73   | +21  |
| 8.  | ±0  | Alfa Romeo[C] | C38              | Ferrari      | P    | 21   | 0  | 0  | 0  | 0  | 0  | 57   | +9   |
| 9.  | –4  | Haas          | VF-19            | Ferrari      | P    | 21   | 0  | 0  | 0  | 1  | 0  | 28   | –65  |
| 10. | ±0  | Williams      | FW42             | Mercedes     | P    | 21   | 0  | 0  | 0  | 0  | 0  | 1    | –6   |

### Csapattársak egymás elleni eredményei
Megjegyzés: Döntetlen esetén (időmérő edzéseken ha egyik pilóta sem tudta kvalifikálni magát a futamra, versenyeken pedig ha mindkét pilóta kiesett vagy helyezetlenül ért célba, továbbá ha a korábbi csapattárs helyett más pilóta volt a csapattársa a futamon) a verseny nem számít bele az egymás elleni állásba. Ugyanez a helyzet áll fenn akkor, ha a csapat nem vett részt az adott nagydíjon. Emiatt előfordul, hogy egyes csapatoknál a szezon végén nem jön ki mind a 21 verseny.
| Időmérő edzések | Időmérő edzések  | Időmérő edzések | Időmérő edzések    | Időmérő edzések | Csapat                | Versenyek | Versenyek        | Versenyek | Versenyek          | Versenyek |
| Rajtszám        | Pilóta           | Állás           | Pilóta             | Rajtszám        | Csapat                | Rajtszám  | Pilóta           | Állás     | Pilóta             | Rajtszám  |
| --------------- | ---------------- | --------------- | ------------------ | --------------- | --------------------- | --------- | ---------------- | --------- | ------------------ | --------- |
| 44              | Lewis Hamilton   | 14–7            | Valtteri Bottas    | 77              | Mercedes              | 44        | Lewis Hamilton   | 15–6      | Valtteri Bottas    | 77        |
| 5               | Sebastian Vettel | 9–12            | Charles Leclerc    | 16              | Ferrari               | 5         | Sebastian Vettel | 12–9      | Charles Leclerc    | 16        |
| 10              | Pierre Gasly     | 1–11            | Max Verstappen     | 33              | Red Bull-Honda        | 10        | Pierre Gasly     | 1–11      | Max Verstappen     | 33        |
| 23              | Alexander Albon  | 1–8             | Max Verstappen     | 33              | Red Bull-Honda        | 23        | Alexander Albon  | 4–5       | Max Verstappen     | 33        |
| 4               | Lando Norris     | 11–10           | Carlos Sainz Jr.   | 55              | McLaren-Renault       | 4         | Lando Norris     | 8–13      | Carlos Sainz Jr.   | 55        |
| 3               | Daniel Ricciardo | 14–7            | Nico Hülkenberg    | 27              | Renault               | 3         | Daniel Ricciardo | 11–8      | Nico Hülkenberg    | 27        |
| 23              | Alexander Albon  | 6–6             | Danyiil Kvjat      | 26              | Toro Rosso-Honda      | 23        | Alexander Albon  | 5–7       | Danyiil Kvjat      | 26        |
| 10              | Pierre Gasly     | 7–2             | Danyiil Kvjat      | 26              | Toro Rosso-Honda      | 10        | Pierre Gasly     | 5–4       | Danyiil Kvjat      | 26        |
| 11              | Sergio Pérez     | 18–3            | Lance Stroll       | 18              | Racing Point-Mercedes | 11        | Sergio Pérez     | 16–5      | Lance Stroll       | 18        |
| 7               | Kimi Räikkönen   | 12–9            | Antonio Giovinazzi | 99              | Alfa Romeo-Ferrari    | 7         | Kimi Räikkönen   | 17–4      | Antonio Giovinazzi | 99        |
| 8               | Romain Grosjean  | 8–13            | Kevin Magnussen    | 20              | Haas-Ferrari          | 8         | Romain Grosjean  | 9–11      | Kevin Magnussen    | 20        |
| 63              | George Russell   | 21–0            | Robert Kubica      | 88              | Williams-Mercedes     | 63        | George Russell   | 17–3      | Robert Kubica      | 88        |

#### Csapat színkódok
| Csapat  | Mercedes | Ferrari | Red Bull | Renault | Haas | McLaren | Racing Point | Alfa Romeo | Toro Rosso | Williams |
| ------- | -------- | ------- | -------- | ------- | ---- | ------- | ------------ | ---------- | ---------- | -------- |
| Színkód |          |         |          |         |      |         |              |            |            |          |

## Közvetítések
Akárcsak az előző években, a magyarországi közvetítési jogokkal továbbra is az MTVA rendelkezett. Minden eseményt (szabadedzést, időmérő edzést és futamot) élőben közvetítettek az M4 Sport csatornán, HD felbontásban.
A közvetítések kommentátora Szujó Zoltán volt, egészen a spanyol nagydíjig, amelyet a helyszínről közvetített volna, azonban az első szabadedzés közben ezt többször is hanghiba szakította meg. Szujó ezután többé nem szólalt meg adásban, mert hazarendelték, s ezt követően nem teljesen tisztázott körülmények miatt megszűnt a munkaviszonya. Szujó azt állította, hogy az M4 Sport csapnivaló technikai felkészültséggel rendelkezett már hosszú ideje, észrevételei süket fülekre találtak, és ez a hanghiba, mint dilettantizmus volt az utolsó csepp a pohárban. Az M4 Sport viszont azt állította, hogy Szujó szerződésszegést követett el azzal, hogy a szombati harmadik szabadedzést már nem is akarta a budapesti stúdióból kommentálni (felfokozott idegi állapotára hivatkozva), hanem helyette egy Instagram-posztban jelentette be távozását, így ők bocsátották el. A második szabadedzéstől kezdődően helyette Ujvári Máté ugrott be.
A stúdióműsorokat Petrovics-Mérei Andrea vezette egy felfrissített díszletben, melyben egy Formula–1-es autó modellje is látható volt. A szakkommentátor továbbra is Wéber Gábor volt, a helyszíni riporteri feladatokat Bobák Róbert, Ujvári Máté és Szeleczki Ádám váltásban látta el. A Spanyol Nagydíjtól kezdve Wéber lett a vezető kommentátor, mellé az éppen akkor otthon tartózkodó  valamelyik helyszíni riporter ült be. A stúdióban visszatérő vendég volt Michelisz Norbert, Kiss Norbert és Nagy Dániel, akik egymást váltották, időbeosztásuktól függően, továbbá ők voltak a versenyek és időmérők szakkommentátorai is Szujó Zoltán távozása után (a Brazil Nagydíjon mindkét Norbi ott volt a stúdióban). A közvetítések alatti szinkrontolmácsi feladatokat Pattantyús-Ábrahám Lőrinc látta el ebben az évben.